# Liste der Kulturdenkmale in Gohlis-Süd (N–Z)
Die Liste der Kulturdenkmale in Gohlis-Süd enthält die Kulturdenkmale des Leipziger Ortsteils „Gohlis-Süd“ des Stadtteils Gohlis, die in der Denkmalliste vom Landesamt für Denkmalpflege Sachsen mit Stand 2017 erfasst wurden.
Die alphabetisch nach Adressen geordnete Liste ist aufgrund der hohen Anzahl der Kulturdenkmale wie folgt unterteilt:
- Liste der Kulturdenkmale in Gohlis-Süd (A–F)
- Liste der Kulturdenkmale in Gohlis-Süd (G–M)
- Liste der Kulturdenkmale in Gohlis-Süd (N–Z)

Diese Teilliste enthält die Kulturdenkmale von N–Z.

## Legende
- Bild: Bild des Kulturdenkmals, ggf. zusätzlich mit einem Link zu weiteren Fotos des Kulturdenkmals im Medienarchiv Wikimedia Commons. Wenn man auf das Kamerasymbol klickt, können Fotos zu Kulturdenkmalen aus dieser Liste hochgeladen werden:
- Bezeichnung: Denkmalgeschützte Objekte und ggf. Bauwerksname des Kulturdenkmals
- Lage: Straßenname und Hausnummer oder Flurstücknummer des Kulturdenkmals. Die Grundsortierung der Liste erfolgt nach dieser Adresse. Der Link (Karte) führt zu verschiedenen Kartendiensten mit der Position des Kulturdenkmals. Fehlt dieser Link, wurden die Koordinaten noch nicht eingetragen. Sind diese bekannt, können sie über ein Tool mit einer Kartenansicht einfach nachgetragen werden. In dieser Kartenansicht sind Kulturdenkmale ohne Koordinaten mit einem roten bzw. orangen Marker dargestellt und können durch Verschieben auf die richtige Position in der Karte mit Koordinaten versehen werden. Kulturdenkmale ohne Bild sind an einem blauen bzw. roten Marker erkennbar.
- Datierung: Baubeginn, Fertigstellung, Datum der Erstnennung oder grobe zeitliche Einordnung entsprechend des Eintrags in der sächsischen Denkmaldatenbank
- Beschreibung: Kurzcharakteristik des Kulturdenkmals entsprechend des Eintrags in der sächsischen Denkmaldatenbank, ggf. ergänzt durch die dort nur selten veröffentlichten Erfassungstexte oder zusätzliche Informationen
- ID: Vom Landesamt für Denkmalpflege Sachsen vergebene, das Kulturdenkmal eindeutig identifizierende Objekt-Nummer. Der Link führt zum PDF-Denkmaldokument des Landesamtes für Denkmalpflege Sachsen. Bei ehemaligen Kulturdenkmalen können die Objektnummern unbekannt sein und deshalb fehlen bzw. die Links von aus der Datenbank entfernten Objektnummern ins Leere führen. Ein ggf. vorhandenes Icon  führt zu den Angaben des Kulturdenkmals bei Wikidata.

## Liste der Kulturdenkmale in Gohlis-Süd, N–Z
| Bild                                    | Bezeichnung | Lage                                   | Datierung                                                                                            | Beschreibung | ID       |
| --------------------------------------- | --- | -------------------------------------- | --- | --- | -------- |
|                                         | Mietshaus in ehemals geschlossener Bebauung | Natonekstraße 2 (Karte)                | um 1908 (Mietshaus)                                                                                  | Putzfassade, Windfangtür mit Oberlicht, baugeschichtlich von Bedeutung | 09297883 |
|                                         | Mietshaus in geschlossener Bebauung | Natonekstraße 8 (Karte)                | 1900 (Mietshaus)                                                                                     | mit Tordurchfahrt, Klinkerfassade, Holzpaneele in der Tordurchfahrt, baugeschichtlich von Bedeutung | 09294094 |
|                                         | Mietshaus in geschlossener Bebauung und Hinterhaus | Natonekstraße 10 (Karte)               | 1902–1903 (Mietshaus)                                                                                | mit Tordurchfahrt, Klinkerfassade, Wandgliederung in der Tordurchfahrt, baugeschichtlich bedeutsamer Mietshausbau mit unkonventioneller Jugendstilfassade Noch 1865 wurden ein neues Wohn- und Seitengebäude sowie 1877 ein weiteres Nebengebäude errichtet – im August 1902 beauftragte Maurerpolier Johann Gottfried Welz den namensgleichen Architekten und Baumeister Richard Welz mit Planung und Ausführung eines Mietwohngebäudes. Der Abbruch aller Baulichkeiten ist für den Oktober 1902 belegt, die Schlussprüfung des Vorderwohngebäudes erfolgte im Juni 1903, ein eingeschossiges Hintergebäude konnte ab Juni 1904 bezogen werden und erfuhr 1908 eine Aufstockung. Ab diesem Jahr belegt ist die Ansässigkeit der 1901 gegründeten Firma von Max Holz. Ein 1939 gelaufener Kopfbogen dieser Firma nennt eine „Fabrik für Backaromen, Fruchtessenzen, Gewürzextrakte, Genußmittelfarben, Ätherische Öle, Drogen, Reingemahlene Gewürze“. Für 1938 sind Putzausbesserungen und der Neuverputz der Hoffront belegt. Sanierung und Dachgeschossausbau erfolgten 1996. Das neunachsige Jugendstil-Mietshaus mit Durchfahrt im Erdgeschoss und einer entgegen der Bauaktenzeichnung ausgeführten Klinkerfassade mit besonders gestalteten Fensterrahmungen vor allem in den beiden mittleren Etagen. Ortsentwicklungsgeschichtlich und baugeschichtlich bedeutsamer Mietshausbau mit unkonventioneller Jugendstilfassade. LfD/2013, 2014 | 09294095 |
|                                         | Mietshaus in ehemals geschlossener Bebauung, mit Hofgebäude | Natonekstraße 12 (Karte)               | 1890/1891 (Mietshaus), 1864 (Nebengebäude)                                                           | Vorderhaus mit Tordurchfahrt, Klinkerfassade, Holzpaneele in der Tordurchfahrt, baugeschichtlich von Bedeutung | 09294096 |
|                                         | Mietshaus in geschlossener Bebauung, mit Vorgarten | Natonekstraße 20 (Karte)               | 1898/1901 (Mietshaus)                                                                                | Putzfassade, baugeschichtlich von Bedeutung | 09294097 |
|                                         | Mietshaus in geschlossener Bebauung mit Vorgarten | Natonekstraße 22 (Karte)               | um 1895 (Mietshaus)                                                                                  | Putz-Klinker-Fassade, preußische Kappen in der Tordurchfahrt, baugeschichtlich von Bedeutung | 09296975 |
|                                         | Mietshaus in geschlossener Bebauung mit Vorgarten | Natonekstraße 23 (Karte)               | 1888 (Mietshaus)                                                                                     | Laden, Klinkerfassade, baugeschichtlich von Bedeutung | 09294092 |
|                                         | Mietshaus in geschlossener Bebauung mit Vorgarten | Natonekstraße 24 (Karte)               | 1900 (Mietshaus)                                                                                     | Putzfassade, baugeschichtlich von Bedeutung | 09294099 |
|                                         | Mietshaus in geschlossener Bebauung mit Vorgarten | Natonekstraße 25 (Karte)               | 1887 (Mietshaus)                                                                                     | mit Tordurchfahrt, Putzfassade, baugeschichtlich von Bedeutung | 09294093 |
|                                         | Mietshaus in geschlossener Bebauung mit Vorgarten | Natonekstraße 26 (Karte)               | um 1895 (Mietshaus)                                                                                  | Klinkerfassade, baugeschichtlich von Bedeutung | 09296974 |
|                                         | Mietshaus in geschlossener Bebauung mit Vorgarten und Hinterhaus sowie Nebengebäude im Hof | Natonekstraße 27 (Karte)               | 1887/1889 (Mietshaus)                                                                                | Putzfassade, baugeschichtlich von Bedeutung | 09294100 |
|                                         | Mietshaus in geschlossener Bebauung in Ecklage | Natonekstraße 28 (Karte)               | 1895 (Mietshaus)                                                                                     | mit Eckladen, Putzfassade, Laden original, baugeschichtlich von Bedeutung | 09294101 |
|                                         | Mietshaus in geschlossener Bebauung, mit Vorgarten und Werkstattgebäude im Hof | Natonekstraße 29 (Karte)               | 1887 (Mietshaus)                                                                                     | mit Hausdurchgang, Putzfassade, baugeschichtlich von Bedeutung | 09294091 |
|                                         | Mietshaus in geschlossener Bebauung in Ecklage mit Vorgarten | Natonekstraße 30 (Karte)               | 1887 (Mietshaus)                                                                                     | mit Eckladen und ehemaliger Tordurchfahrt, Klinkerfassade, baugeschichtlich von Bedeutung | 09294102 |
| Weitere Bilder                          | Parkanlage Schillerhain | Platnerstraße (Karte)                  | wohl 1904–1905 (Parkanlage)                                                                          | in zeittypischer Gestaltung, mit altem Gehölzbestand (ehemals mit Schillerlinde), ortsentwicklungsgeschichtlich und stadtgrüngeschichtlich von Bedeutung | 09293032 |
|                                         | Mietshaus in halboffener Bebauung | Platnerstraße 1 (Karte)                | 1888–1889 (Mietshaus)                                                                                | mit Tordurchfahrt, Putzfassade, Stuck in der Tordurchfahrt, baugeschichtlich von Bedeutung Das dreigeschossige Mietshaus wurde in den Jahren 1888 und 1889 für den Gohliser Kaufmann Carl Gallwitz erbaut. Pläne steuerte der Architekt und geprüfte Baugewerkemeister Paul Lange bei, im Jahr 1889 zudem für den rückwärtig zu errichtenden Pferdestall (mehrfach verändert). 1922 war die Aufstockung durch Mendel und Mina Friedlich um ein Geschoss beantragt, unter Beibringung von Plänen des Architekten Otto Schlitter. Dieses nicht umgesetzte Vorhaben griffen Isak und Goldine Schächter 1923 wieder auf und zogen Architekt Adolf Warnstorff hinzu (ebenfalls nicht ausgeführt). Eine Teilung der großzügigen Wohnungen erfolgte 1934 (1. Obergeschoss) und 1937 (2. Obergeschoss) unter Federführung des Baugeschäfts Willy Arnold. In den Zeitraum 2011/2012 fällt der rückwärtige Balkonanbau. Jeweils durch zurückhaltende Dachaufbauten überhöhte flache Seitenrisalite gefasst zeigt sich die Putzfassade: rechterseits dreiachsig mit einem Balkon im ersten Obergeschoss und links einachsig mit rundbogigem Toreingang. Fenster im zweiten Stock sind durch Volutenverdachungen, Konsolen und Friese unter den Sohlbänken geschmückt, die Traufzone mit Zahnschnittfries und ebenfalls Stuckkonsolen. Über dem Eingang und der prächtigen, zweiflügligen barockisierenden Jugendstilhaustür befindet sich eine neubarocke Kartusche, Dekor auch im Durchgang, in den Wohnungen teilweise opulente Stuckdecken. Für den dreigeschossigen prachtvollen Historismusbau ist ein baugeschichtlicher Wert zu konstatieren, er ist Zeugnis der zunehmenden Verstädterung des Dorfes Gohlis. LfD/1998/2002, 2019 | 09294140 |
|                                         | Doppelmietshaus in offener Bebauung | Platnerstraße 2; 4 (Karte)             | 1872 (Doppelmietshaus)                                                                               | baugeschichtlich von Bedeutung und straßenraumprägend, baugeschichtlich von Bedeutung 21. März 1872 Antrag von Maurermeister Carl Heintze für Glaser Ernst Heintze und Restaurateur Carl Weise auf Bau eines Doppelwohnhauses. Das Haus lag mit dem Südgiebel zur alten Teichstraße (heute Winkelstraße) die zum Schmiedeteich führte, zur Straße befand sich ein Vorgarten. Das hohe Souterrain war als Glaserwerkstatt und Glaslager geplant, zwei eingeschossige Hofgebäude enthielten eine weitere Werkstatt mit winziger Wohnung und ein gemeinsam genutztes Waschhaus. Auch in den Giebelseiten des Dachgeschosses waren Kleinstwohnungen, offenbar für Gesellen oder Gehilfen, untergebracht. Der schlichte Wohnblock mit hohem sandsteingequadertem Sockelgeschoss ist mit Fensterverdachungen und Stuckplatten geschmückt, die ohne jeden Versuch einer Rhythmisierung angebracht wurden. Er enthielt eine Wohnung pro Etage, zugänglich durch ein hofseitiges vorkragendes Treppenhaus, wobei der Hausteil Nummer 2 mit nur zwei straßenseitigen Wohnzimmern kleiner ist. Die Nummer 4 enthielt eine fensterlose Dienstmädchenkammer am Ende des Korridors. 1901 Umbau der Hofgebäude(Glaserei) durch Händel & Franke (heute nicht mehr vorhanden). LfD/1998/2002 | 09299225 |
|                                         | Doppelmietshaus in geschlossener Bebauung | Platnerstraße 3; 5 (Karte)             | 1909–1911 (Doppelmietshaus)                                                                          | Putzfassade, baugeschichtlich von Bedeutung Dezember 1909 nach Abbruch eines alten villenartigen Gebäudes Konzessionsgesuch und Pläne für drei zusammenhängende Wohnhäuser von Oswald Händel (Architekturfirma Händel & Franke). In der Baubegründung wird darauf hingewiesen, dass wegen des Lärms vom dahinter liegenden Biergarten des „Schillerschlößchens“ entgegen der praktischen Bauweise die Wohnräume nach Norden zur Straße hin angeordnet werden müssen. In den betont tiefen Treppenhaus-Vorbauten der Südseite waren die Küchen gelegen, daneben ein „Austritt“. Die 1911 fertiggestellten Häuser besitzen eine zeitgemäß moderne, das heißt, sparsam gegliederte Fassade, plastisch bewegt durch polygonale Erker und Loggien, durch Putznutung und flache Antragsarbeiten an Erker und Balkonen, einen Rechteckfries über dem Gurtgesims und flächige Schmuckmotive unter dem Dachgesims. Der Sockel ursprünglich mit vertikaler Riefelung, die Dachfläche durch Vergrößerung der Gaupen verändert. Nummer 5 spiegelbildlich, mit der Eingangsloggia, die auch den Kellereingang mit einschließt, in der Außenachse. In den Hausfluren Gipsreliefs mit tanzenden Frauen und Putti. LfD/1998/2002 | 09297797 |
|                                         | Doppelmietshaus (mit Marbachstraße 2) in offener Bebauung, mit Einfriedung, Vorgarten und Remise (Winkelstraße 1) im Hof sowie rückwärtiger Gartenanlage mit Pavillon                                    | Platnerstraße 6 (Karte)                | 1901–1902 (Doppelmietshaus)                                                                          | | 09297798 |
|                                         | Mietshaus in geschlossener Bebauung | Platnerstraße 7 (Karte)                | 1909–1911 (Mietshaus)                                                                                | Putzfassade, baugeschichtlich von Bedeutung Ursprünglich als Haus 3 der Baureihe von Händel & Franke in identischer Ausführung geplant. Nach Besitzerwechsel 1913 Planänderung vom Bauherren Architekt Curt Möbius. Als stärkerer Akzent gegenüber der einmündenden Marbachstraße wurden der Rechteckerker und das breitere Zwerchhaus an die rechte Seite platziert. Die Fassade ist schlichter, ohne Putznutung und Antragsarbeiten. LfD/1998/2002 | 09294144 |
|                                         | Wohnhaus und Fabrik mit Speicher, Reste des ehemaligen Mühlgrabens sowie Hofpflasterung eines Mühlenanwesens                                                                                             | Platnerstraße 13 (Karte)               | im Kern Mitte 19. Jh. (Mühle), bezeichnet 1877 (Mühle)                                               | zeittypische Putzfassade, ortsgeschichtlich von Bedeutung | 09294145 |
|                                         | Wohnhaus in offener Bebauung in Ecklage, mit Einfriedung, Pforte und Vorgarten | Platnerstraße 15 (Karte)               | 1924 (Wohnhaus)                                                                                      | Putzfassade, baugeschichtlich von Bedeutung 15. April 1924 Antrag von Albert Bolte, Präsident der IHK, auf Neubau eines Wohnhauses. Pläne von Otto Paul Burghardt. Der Rechteckbaukörper mit der Längsfront zur Platnerstraße ist betont symmetrisch gegliedert. Der in die Dachzone hineinragende zentrale Eingangsvorbau wird von zwei niedrigeren Dachausbauten flankiert. Ähnlich symmetrisch ist die bewegtere Gartenseite gestaltet, mit einer geschwungenen Terrasse und zwei flankierenden Erkern. Die Seitenfronten besitzen vor den hinteren beiden Achsen je einen eingeschossigen Erker mit konkav geschwungenem Dach. Auch die Binnengliederung erscheint streng und gleichmäßig durchgeführt: brüstungsartige Felder fassen die Fensterachsen der beiden Geschosse vertikal zusammen, darunter Konsolen und flache Rosetten. Diese Details, zusammen mit den Kränzen und Medaillons im Eingangsrisalit, dem umkränzten Ochsenauge in der Gartenfront, den Vasenaufsätzen im rückseitigen Dachgiebel und dem kräftig gequaderten Sockel erinnern an den Stil der Zeit vor 1914. Die Grundrissaufteilung verlegt die Haupträume Speisezimmer, Wohnzimmer, Herrenzimmer an die Gartenseite hinter der querrechteckigen Diele. Nach vorn lagen das Empfangszimmer (rechts) sowie Garderobe, Küche usw. Das Innere durch Umbauten im Zusammenhang mit der Einrichtung eines Pflegeheims der Poliklinik Nord seit den 1960er Jahren verändert. LfD/1998/2002 | 09293356 |
|                                         | Villa, mit Vorgarten und Hofpflaster | Poetenweg 3 (Karte)                    | 1880 (Villa)                                                                                         | Putzfassade, baugeschichtlich von Bedeutung Nach einem ersten, im März 1878 abgelehnten Antrag von Malermeister Carl Kühn auf Bau eines dreigeschossigen Wohnhauses entstand 1880 die kleine Villa als erster Bau in der neu angelegten Promenadenstraße. Die Pläne schuf Baumeister Hugo Franz. Der regelmäßige Rechteckbau, ursprünglich mit Walmdach und dreiachsig nach allen Seiten, besitzt eine Gliederung nach dem Kanon der 1870er Jahre: Putzrustika im Erdgeschoss, Betonung der Mittelachsen durch Dreiecksgiebel, ein breites, gestuftes Gurtgesims und ein schmuckreiches Konsolgesims. Zwischen den Fenstern des Obergeschosses ursprünglich figürlicher Schmuck. Ein erster Umbau 1897 verlegte den Eingang von der Straßenfront in einen Vorbau an der Westseite, 1908 wurde das Haus durch einen Drempel über dem Konsolgesims erhöht und ein Mansarddach aufgesetzt, die Gebäudeecken unter der Traufe erhielten Schmuckkartuschen, eine hölzerne Veranda wurde angebaut. Nach der Zwangsversteigerung 1932 erhielt die Villa drei Geschosswohnungen. LfD/1998/2002 | 09293182 |
|                                         | Mietshaus in halboffener Bebauung, mit Einfriedung und Vorgarten | Poetenweg 5 (Karte)                    | 1887 (Mietshaus)                                                                                     | Putzfassade, baugeschichtlich von Bedeutung, siehe auch Poetenweg 7 14. Februar 1887 Bauantrag für das dreigeschossige Doppelhaus von Restaurateur Oskar Behringer (Vater des gleichnamigen Malers, dem das Haus 1919 gehörte), die Pläne schuf Architekt Curt Nebel. Der massig wirkende Bau wird über dem hohen Bruchsteinsockel durch zwei Gurtgesimse untergliedert, auf Bauschmuck ist – ungewöhnlich für die Zeit – verzichtet, nur die Fenster der Beletage sind durch gerade Verdachungen und einen Schlussstein betont. Das Mansarddach besitzt tonnengedeckte Gauben. Pro Etage waren zwei Wohnungen in jedem Hausteil angelegt, zugänglich durch Eingänge in den polygonalen Treppenhausvorbauten an den Seitenfronten. Im Zentrum des Doppelhauses befindet sich ein quadratischer Lichthof, um den die vier Küchen angeordnet sind. LfD/1998/2002 | 09293183 |
|                                         | Mietshaus in halboffener Bebauung, mit Einfriedung und Vorgarten | Poetenweg 7 (Karte)                    | 1887 (Mietshaus)                                                                                     | Putzfassade, baugeschichtlich von Bedeutung, siehe auch Poetenweg 5 14. Februar 1887 Bauantrag für das dreigeschossige Doppelhaus von Restaurateur Oskar Behringer (Vater des gleichnamigen Malers, dem das Haus 1919 gehörte), die Pläne schuf Architekt Curt Nebel. Der massig wirkende Bau wird über dem hohen Bruchsteinsockel durch zwei Gurtgesimse untergliedert, auf Bauschmuck ist – ungewöhnlich für die Zeit – verzichtet, nur die Fenster der Beletage sind durch gerade Verdachungen und einen Schlussstein betont. Das Mansarddach besitzt tonnengedeckte Gauben. Pro Etage waren zwei Wohnungen in jedem Hausteil angelegt, zugänglich durch Eingänge in den polygonalen Treppenhausvorbauten an den Seitenfronten. Im Zentrum des Doppelhauses befindet sich ein quadratischer Lichthof, um den die vier Küchen angeordnet sind. LfD/1998/2002 | 09293184 |
|                                         | Doppelmietshaus (mit Nr. 10) in offener Bebauung, mit Einfriedung und Vorgarten | Poetenweg 8 (Karte)                    | 1900 (Doppelmietshaus)                                                                               | Klinkerfassade mit Sandsteingliederung, baugeschichtlich von Bedeutung Dreigeschossiges Doppelhaus, Bauantrag 21. September 1900 von Kaufmann Albert Günther (für Nummer 10) und Dipl. Ing. Stein (Nummer 8). Pläne von Maurermeister Wilhelm Germanus. Die Fassade mit Ziegelverblendern, Fenster mit Werkstein- bzw. Putzrahmung, die nur sparsame Zugeständnisse an Jugendstilformen aufweist. Im Mansarddach Gauben mit Dreiecksverdachungen. Der Baukörper an den vorderen Gebäudekanten durch quer gestellte Standerker zusammengefasst, die bis über die Dachzone ragen und ursprünglich über dem stark vorkragenden Dach hohe spitze Hauben besaßen. Die Gebäudemitte durch einen flachen Risalit betont. Ursprünglich Etagenwohnungen mit villenartigem Zuschnitt um eine zentrale Diele. LfD/1998/2002 | 09293185 |
|                                         | Mietshaus in offener Bebauung in Ecklage | Poetenweg 9 (Karte)                    | 1888 (Mietshaus)                                                                                     | Putzfassade, baugeschichtlich von Bedeutung 24. Mai 1888 Antrag von Malermeister Carl Kühn auf villenartiges freistehendes Wohnhaus an der Ecke der Straße BB, der späteren Döllnitzer Straße. Pläne von Architekt Curt Nebel. Das dreigeschossige Mietshaus enthielt jeweils eine Wohnung in Erdgeschoss und Beletage und zwei Wohnungen im Obergeschoss. Der Treppenhausvorbau an der Rückseite (mit WC's auf den Podesten) führte zu einem über die ganze Breite des Hauses laufenden Korridor, von dem nach vorn der Salon (drei Mittelachsen durch eisernen Balkon in der Fassade hervorgehoben) und zwei flankierende Zimmer abgingen. Rückseitig die Küche und drei Kammern. Auch im Außenbau drückt sich gehobener Anspruch aus: Das Erdgeschoss ist durch Putzstreifen als horizontal betonte Sockelzone gestaltet, die Obergeschosse durch Gurtgesimse zusammengefasst. Eine ungewöhnliche Form sind die breiten, fensterlosen Risalite an allen vier Gebäudeecken, mit kannelierten, in korinthischen Kapitellen auslaufenden Lisenen und Stuckfestons, die in der Dachzone über einem Konsolgesims durch Dreiecksgiebel akzentuiert werden. Zusammen mit den beiden Balkons auf geschwungenen Konsolen, die die Fassade zentrieren, geben sie dem Mietshaus einen fast festlichen Charakter. LfD/1998/2002 | 09293186 |
|                                         | Doppelmietshaus (mit Nr. 8) in offener Bebauung, mit Einfriedung und Vorgarten | Poetenweg 10 (Karte)                   | 1900 (Doppelmietshaus)                                                                               | Klinkerfassade, baugeschichtlich von Bedeutung Dreigeschossiges Doppelhaus, Bauantrag 21. September 1900 von Kaufmann Albert Günther (für Nummer 10) und Dipl. Ing. Stein (Nummer 8). Pläne von Maurermeister Wilhelm Germanus. Die Fassade mit Ziegelverblendern, Fenster mit Werkstein- bzw. Putzrahmung, die nur sparsame Zugeständnisse an Jugendstilformen aufweist. Im Mansarddach Gauben mit Dreiecksverdachungen. Der Baukörper an den vorderen Gebäudekanten durch quer gestellte Standerker zusammengefasst, die bis über die Dachzone ragen und ursprünglich über dem stark vorkragenden Dach hohe spitze Hauben besaßen. Die Gebäudemitte durch einen flachen Risalit betont. Ursprünglich Etagenwohnungen mit villenartigem Zuschnitt um eine zentrale Diele. LfD/1998/2002 | 09293187 |
|                                         | Mehrfamilienhäuser einer Wohnanlage, mit Vorgärten | Poetenweg 12; 12a; 12b; 14 (Karte)     | 1934–1935 (Mehrfamilienwohnhaus)                                                                     | Putzfassade, Wohnanlage zusammen mit Menckestraße 9–11, baugeschichtlich von Bedeutung siehe Menckestraße 9, 9a, 11 | 09297899 |
|                                         | Wohnhaus in geschlossener Bebauung mit Einfriedung und Vorgarten | Poetenweg 13 (Karte)                   | 1923 (Wohnhaus)                                                                                      | Putzfassade, baugeschichtlich von Bedeutung Im November 1923 Erwerb des städtischen Grundstücks durch Dr. med. Schmaja Abraham, gen. Alexander Sascha Kaplan, Mitinhaber der Rauchwarenfirma Nikolaistraße 28–32. Pläne von Baumeister Oscar Schade. Als Kopfbau einer bereits in Bau befindlichen Reihe von Einfamilienhäusern ist die Hauptfassade rechtwinklig zu den übrigen Bauten nach Osten gerichtet und durch einen polygonalen, ursprünglich mit geschweifter Haube versehenen Eckerker mit diesen verbunden. Ein als Dienstboten-Treppenhaus fungierender Treppenturm an der Südecke flankiert die Hauptfassade mit einem auf Pfeilern ruhenden Eingangsvorbau und breitem, übergiebelten Dachausbau. Die schmalere Straßenfassade mit Halbrundloggia, darüber Dachausbau. Erkerecken und Eingangspfeiler ursprünglich mit Putzquaderung, figürliche Antragsarbeiten in Art-déco-Formen am Erker (bei Sanierung 1999 teilweise entfernt). Die Gartenseite mit Terrasse und Austritt. Die Etagenwohnungen mit unterschiedlichem Grundriss, den Bedürfnissen der Bewohner entsprechend angelegt. Küche und Nebenräume durch den Eingang im Treppenflur zugänglich. Im Kellergeschoss Garage. Die schlichte Einfriedung erhalten. LfD/1998/2002 | 09293188 |
|                                         | Doppelwohnhaus in geschlossener Bebauung mit Einfriedung und Vorgarten | Poetenweg 15; 17 (Karte)               | 1923 (Doppelwohnhaus)                                                                                | Putzfassade, baugeschichtlich von Bedeutung Am 4. Mai 1923 Antrag von Architekt Johannes Koppe für die Lipsia Areal- und Baugesellschaft mbH auf Bau von zwei zusammenhängenden Einfamilienvillen. Das Doppelhaus mit dem zentralen, leicht vorkragenden Eingangstrakt und den beiden, weit in das hohe gebrochene Mansarddach hineinreichenden seitlichen Zwerchhäusern betont symmetrisch angelegt. Die erhöhten Eingänge führen jeweils über einen Vorraum mit Garderobe und WC zu einer großen Diele mit Treppe zum Obergeschoss. Während sich an der (nördlichen) Straßenseite nur die Anrichte befand, lagen die eigentlichen Wohnräume: Herrenzimmer und Speisezimmer an der durch große Fenster und Loggien geöffneten Gartenseite. Schlafräume, Kinderzimmer, Gäste- und Mädchenzimmer befanden sich im Ober- und Dachgeschoss, im Souterrain lagen Küche und Wirtschaftsräume. Die Fassade mit Klappläden, Fensterkonsolen, Rundfenster im sogenannten Landhausstil, in Türgittern und Antragsarbeiten Art-déco-Formen. Nach Fertigstellung Verkauf an Familie Philippsohn. LfD/1998/2002 | 09293189 |
|                                         | Wohnhaus in geschlossener Bebauung mit Einfriedung und Vorgarten | Poetenweg 19 (Karte)                   | 1920 (Wohnhaus)                                                                                      | Putzfassade, baugeschichtlich von Bedeutung Nach dem Grundstücksverkauf 1917 und durch Krieg und Nachkriegswirren unausgeführten Entwürfen erfolgte am 23. Mai 1924 der Bauantrag von Landmaschinen Generalvertreter Paul Stempner. Die Pläne von Architekt Hermann Günther gleichen sich in „schlichter zweckhafter Gestaltung“ in Gesims- und Firsthöhen den Nachbarhäusern an. Schlichte Schmuckelemente in zeittypischen Art-déco-Formen finden sich am Erker, der sich durch helleren gequaderten Putz von der Fassade abhebt und in den spitz vorkragenden Verdachungen und Gesimsen der Obergeschossfenster. Eingang und Garageneinfahrt sind im hohen Souterrain angeordnet. Die schlichte Holzeinfriedung und Klappläden entsprechen den ursprünglich zehn Entwürfen. Ursprünglich im Satteldach ein mittiger Giebelausbau. LfD/1998/2002 | 09293190 |
|                                         | Wohnhaus in halboffener Bebauung, mit Vorgarten | Poetenweg 22 (Karte)                   | 1912 (Wohnhaus)                                                                                      | zur Zeit Kindergarten, Putzfassade, Reformstil-Architektur, baugeschichtlich von Bedeutung Für Dr. med. Oswald Beelitz Bauantrag auf ein herrschaftliches Wohnhaus am 6. Februar 1912 von Architekt Otto Paul Burghardt.(Etwa gleichzeitig für den gleichen Auftraggeber Entwurf des gegenüberliegenden Hauses Menckestraße 17 auf dem gleichen Gartengrundstück). Mit Voluten, Tonnendächern, plastisch stark ausgearbeiteten Festons und Kartuschen zeigt der Bau die Neigung zu neobarocken, kräftigen Formen, wie sie dem Architekten von Zeitgenossen bescheinigt wird. Der Anbau im Erdgeschoss war ursprünglich als leicht geschwungener Säulenvorbau geplant, dem der stärker vorspringenden halbrunde Treppenhausvorbau entsprach. Dieser besaß ursprünglich eine wie das Vordach kupfergedeckte Haube. Der Eingang führte zu einer zentralen Wohndiele, von der nach vorn die Repräsentationsräume, nach hinten das Esszimmer mit Wintergarten, Damen- und Herrenzimmer mit Veranda ausgingen. Seit 1951 Postamt, später Kindergarten. LfD/1998/2002 | 09293191 |
|                                         | Wohnhaus in halboffener Bebauung mit Vorgarten | Poetenweg 23 (Karte)                   | 1911–1912, bezeichnet 1911 (Wohnhaus)                                                                | Putzfassade, baugeschichtlich von Bedeutung Im Auftrag von Frau Laura Finkelstein reichte Emil Franz Hänsel am 25. Juni 1912 die Pläne für eine Villa ein. Der Bau entstand als Auftakt der nachfolgenden geschlossenen Reihe von Einfamilienhäusern. Der Eingang liegt, wie auch bei den folgenden nur zweigeschossigen Häusern, im Souterrain. Der Architekt verlegte ihn in einen Halbrundvorbau der die Gebäudeecke überfängt, die darüber gelegenen Erkerfenster des Damenzimmers erhalten so noch etwas Licht von der nach Westen gelegen Seitenfront. Die halbrunde Eingangshalle führt zum Treppenhaus, das in der (nördlichen) Straßenfront durch eine Gruppe von drei kleinen Fenstern (ursprünglich mit rosettenförmiger farbiger Verglasung) angedeutet ist. Daneben befand sich die Küche. Damit war die gesamte Süd- und Westseite für die Wohn- und Repräsentationsräume freigehalten: Im Erdgeschoss lagen das große Speisezimmer mit Terrasse zum Garten und vor allem der große Musiksalon, der ähnlich wie der von Hänsel entworfene Musiksalon der Villa Hupfeld (1911) ovale Innenkonturen besitzt. Im Ober- und Dachgeschoss lagen die privateren Wohn-, Schlaf-, Arbeits- und Fremdenzimmer. Mit den Voluten über dem Eingang und der kartuscheartigen Stuckrahmung der Treppenhausfenster passt sich Hänsel den neobarocken Tendenzen um 1912 an. Durch die Entfernung des Sockelgesimses und der Klappläden im Obergeschoss und den Dachausbauten hat die Fassade heute ihre ursprünglich dichtere Struktur und Farbigkeit verloren. LfD/1998/2002 | 09293192 |
|                                         | Doppelmietshaus (mit Kickerlingsberg 26) in halboffener Bebauung in Ecklage, mit Toreinfahrt, Einfriedung und Vorgarten                                                                                  | Poetenweg 25 (Karte)                   | 1912 (Hälfte eines Doppelmietshauses)                                                                | Putzfassade, baugeschichtlich von Bedeutung Die als Doppelhaus erscheinende Villa bildet den markanten Auftakt der Bebauung am Zusammenstoß von Kickerlingsberg und Poetenweg. Max Fricke schuf 1912 die Pläne für den Fabrikbesitzer Redlich, der den am Poetenweg gelegenen Hausteil in Auftrag gab. Im Dezember des Jahres führte das Baugeschäft Naumann & Mette den Bauteil Kickerlingsberg für den Kaufmann Schmuel Mandelbroit in Einklang mit Frickes Plänen weiter. Der umfangreiche zweigeschossige Bau mit dem hohen, nur wenig ausgebauten gebrochenen Mansarddach wirkt vor allem an der gemeinsamen Hauptfassade zum Platz hin durch seine harmonisch ausgewogene, ruhige Gestaltung. Anders als sonst bei Kopfbauten ist die Fassade hier konkav geschwungen, zwei dicht durchfensterte Halbrunderker akzentuieren die Gebäudeecken. Die beiden Geschosse über einem hohen Sockel sind durch zwei Gesimse optisch getrennt, wobei das höhere Erdgeschoss als Hauptetage gekennzeichnet ist. Als gliedernde Schmuckformen sind lediglich die filigranen Gitter über dem unteren Gurtgesims, die Balkongitter über den Erkern und auch die kleinteilige Fenstersprossung eingesetzt. Die beiden kurzen Seitenflügeln an den Straßenseiten sind stärker untergliedert und in den Grundrissen den Bedürfnissen der jeweiligen Bauherren angepasst. Hier sind auch die Dachflächen stärker ausgebaut, liegen die Herrschafts- und Dienstboteneingänge zu den an der Hofseite gelegenen Wirtschaftsräumen. Das in beiden Hausteilen vorhandene große trapezförmige Zimmer hinter dem Erker wurde am Poetenweg als Musikzimmer konzipiert. Eine schlichte Umzäunung aus Betonpfosten und gitterförmigem Holzzaun, die die konkave Umrisslinie aufnahm, verbindet beide Hausteile. Das Haus Kickerlingsberg ging 1931 an den Rauchwarenhändler Konstantin Perpessa (Fa. Mustafa & Perpessa). LfD/1998/2002 | 09293193 |
|                                         | Villa mit Villengarten, Einfriedung und Gartentor | Poetenweg 26 (Karte)                   | 1911–1912 (Villa)                                                                                    | Villa neben dem Gohliser Schlösschen, mit zeittypischer Putzfassade, schmiedeeisernem Gartentor, Garten ist in seinen Grundstrukturen erhalten, alter Baumbestand, Terrasse und Wegesystem, baugeschichtlich von Bedeutung Im Oktober 1911 erwarb der Königlich Sächsische Baurat Anton Käppler von der Stadtgemeinde das Grundstück neben dem Garten des Gohliser Schlößchens und reichte die Pläne für ein Einfamilienhaus ein, das vereinbarungsgemäß von der Straße zurückgesetzt im hinteren Teil gebaut werden sollte. Die Villa besticht durch ihre großzügigen und klassisch-schlichten Formen: Der Baukörper auf quadratischem Grundriss ist an der nach Süden gelegenen Gartenseite durch einen breiten Halbrunderker erweitert, der im Obergeschoss durch einen Balkon abgeschlossen wird. Die vorgelagerte Terrasse und auch die architektonische Gartengestaltung nehmen in ihren Konturen diese Halbrundformen auf. Auch Terrassentüren und Erdgeschossfenster besitzen halbrunde Abschlüsse, die von den hellen Klappläden aufgenommen werden. Im Mansardwalmdach ein breiter Mittelgiebel mit geschweiften Ansätzen und Vasen auf Postamenten, die Form des bekränzten Ovals im Giebelfeld kehrt in der Ornamentik des Balkongitters wieder. Der Großzügigkeit des Äußeren entsprach die Grundrissgestaltung: Der Eingang an der Ostseite führt zur großen zentralen Diele mit Treppe zum Obergeschoss. Von ihr aus gingen die drei Repräsentationsräume an der Südseite: Empfangszimmer, Herrenzimmer, Speisezimmer aus, letzteres mit Verbindung zum Pergola-überdachten Brunnenhof an der Westseite. Die Obergeschosse waren der Privatsphäre vorbehalten, im Dachgeschoss befand sich ein Atelier. Der Wirtschaftsbereich war aus dem Haupthaus ausgeklammert, er befand sich im Anbau an der Nordseite, in dessen Obergeschoss auch die Hausmeisterwohnung lag. Rechtwinklig an diesen war die Wagenremise angebaut. LfD/1998/2002 | 09293196 |
|                                         | Villa, mit Einfriedung und Vorgarten | Poetenweg 27 (Karte)                   | 1912 (Villa)                                                                                         | heute Sozio-Kulturelles Bildungszentrum, Putzfassade, Windfangtür, benannt nach Rechtsanwalt Dr. Georg Zöphel, baugeschichtlich von Bedeutung Bauantrag von Heinrich Mossdorf auf Villenbau für den Rechtsanwalt Dr. Georg Zöphel am 13. Juli 1912. Der als „Landhaus“ bezeichnete, aber in seinen Dimensionen weit darüber hinausgehende Bau erscheint vor allem durch die großzügig gegliederte Fläche des mächtigen Mansarddaches und die kubisch wirkenden Seitentrakte an der Hauptfassade schwer und voluminös. Diese Wirkung sucht die Pfeilervorhalle vor der leicht konvexen Rücklage durch ihren Schmuckreichtum zu mildern. Auch die neobiedermeierlichen Antragsarbeiten über den Erdgeschossfenstern und in den schmalen Blendbögen der Treppenhausfenster sowie die Zahnschnittfriese erfüllen diese Aufgabe. Polygonale Vorbauten lockern den Kubus an der Westseite und der Gartenfront auf. Die Vorhalle führt zu einer zentralen Diele, die zum Großteil von dem umlaufenden Treppenhaus eingenommen wird. Zwei große, in ihrer Funktion nicht bezeichnete Haupträume, durch eine Schiebetür verbunden, liegen an der Gartenseite. Im Dachgeschoss befand sich eine separate Wohnung. Der Bau wurde nach 1990 zeitweise als sozio-kulturelles Bildungszentrum genutzt. LfD/1998/2002 | 09293194 |
| Direkt Bild zu diesem Denkmal hochladen | Fabrikbau (mit zwei Hausnummern) und Einfriedung | Poetenweg 30; 32 (Karte)               | 1897 (Fabrikgebäude), bezeichnet 1921, im Kern älter (Fabrikgebäude)                                 | Klinkergebäude im Hof des Grundstückes wohl ehemaliger Kontorbau, sonst großer mehrflügeliger Fabrikbau als Putzfassade (siehe auch Menckestraße 33–37), ortsgeschichtlich von Bedeutung | 09299248 |
|                                         | Villa mit Pergola, Vorgarten und Einfriedung | Poetenweg 31 (Karte)                   | 1923 (Villa)                                                                                         | Putzfassade, Windfangtür, baugeschichtlich von Bedeutung Für den Fabrikbesitzer Otto Tetzner (Ludwig-Hupfeld-AG) stellte Emil Franz Hänsel im April 1922 den Antrag auf Bau eines Wohnhauses. Erst ein zweiter Antrag vom Juli 1923 ebenfalls aus dem Büro Hänsel wurde ausgeführt. Der an der Ecke zum Schlößchenweg gelegene Bau auf lang gestrecktem Rechteckgrundriss besitzt als Mitteltrakt einen tiefen Treppenhausrisalit. Zu ihm führt vom Gartentor in der konkav geschwungenen Einfriedungsmauer eine Pergola. Die Seitentrakte jeweils mit durchgehendem Balkon über dem ersten Geschoss und mit halbrunden Eckvorbauten mit flachen Zinkdächern abgeschlossen. Der Mittelbau durch Türmchen mit Laterne akzentuiert. Das schlichte Äußere erhält durch die auffallende Schablonen-Putzgestaltung – helles Art-déco-Glattputzornament vor Rauputz bzw. Rauputzornament vor glatter Fläche – und die gekehlte Traufzone seine extravagante Wirkung. Die Grundrissgestaltung entspricht den Anforderungen des Bauherren: Der Treppenhausvorbau an der nördlichen Straßenseite lässt auf die übliche Diele verzichten. Hier an der Nordseite sind nur die Wirtschaftsräume gelegen, während Speisezimmer, Damenzimmer und Herrenzimmer die gesamte Gartenfront einnehmen. Davor ist eine Terrasse mit zentraler Säulenveranda gelagert. 1960 Umbau zum Säuglingswochenheim. LfD/1998/2002 | 09293195 |
|                                         | Wohnhaus in halboffener Bebauung, mit Einfriedung und Vorgarten | Poetenweg 33a (Karte)                  | 1925 (Wohnhaus)                                                                                      | Putzfassade, baugeschichtlich von Bedeutung 23. Mai 1925 Antrag von Baumeister Arthur Kornagel auf ein Wohnhaus nach Plänen von Architekt Curt Schiemichen. Der ursprünglich dazugehörende Doppelhausteil Nummer 33 ist kriegszerstört (durch Neubau in modernen Formen ergänzt), dadurch wirkt das Gebäude heute in seinen Proportionen nicht stimmig. Ursprünglich war der Putzbau durch Bänder aus Eisenklinkerplatten zwischen den Geschossen horizontal zusammengefasst (nach Teilzerstörung nur noch im Vorbau an der Seitenfront erhalten), Ziegellagen betonen auch die Erker- und Gebäudekanten. Der eingeschossige Ziegelanbau an der Westseite führt zum gewendelten Treppenhaus, das die Etagenwohnungen erschließt. LfD/1998/2002 | 09296859 |
|                                         | Wohnhaus in halboffener Bebauung, mit Einfriedung und Vorgarten | Poetenweg 35 (Karte)                   | 1923 (Wohnhaus)                                                                                      | Putzfassade, baugeschichtlich von Bedeutung 30. Mai 1923 Antrag von Architekt Johannes Koppe auf Bau eines Einfamilienhauses für den Arzt Izsó Hoffmann. Als Kopfbau einer Reihe von zusammenhängenden Häusern mit der Schmalseite zur Straße. Ein eingeschossiger Eckerker vermittelt zur Ostseite, an der sich der Haupteingang mit Freitreppe befindet. Er führt zu einer zentralen Diele mit Treppe zu den Privaträumen im Obergeschoss. Von einem dahinter liegenden Separateingang im seitlichen Vorbau waren die Praxisräume zugänglich. Die Fassade zeigt die zeitgemäßen Art-déco-Formen vor allem im Dachausbau und der Ornamentik der Gurtgesimse, die das Obergeschoss einfassen. Farbige Klappläden vor gelblichem Putz und Pflanzenbewuchs vervollständigten das Fassadenbild. LfD/1998/2002 | 09293197 |
|                                         | Wohnhaus in geschlossener Bebauung | Poetenweg 37 (Karte)                   | um 1923 (Wohnhaus)                                                                                   | Putzfassade, baugeschichtlich von Bedeutung Auch das benachbarte Einfamilienhaus entstand um 1923/24, die originale Bauakte ist nicht erhalten. Mit seinem halbrunden, durch Lisenen gegliederten und von einem Balkongitter mit Puttengruppen gekrönten Erker, dem plastisch hervorgehobenen Eingangstrakt und darüber liegendem polygonal hervortretenden Treppenhaus, besitzt der Mittelbau eine stärkere plastische Gliederung als die beiden Nachbarhäuser. LfD/1998/2002 | 09293198 |
|                                         | Wohnhaus in halboffener Bebauung mit Vorgarten | Poetenweg 39 (Karte)                   | 1924 (Wohnhaus)                                                                                      | Putzfassade, baugeschichtlich von Bedeutung Der Kaufmann Carl August Becker (Lederwaren, Reichsstraße 30) stellte im März 1924 Bauantrag, die Pläne stammen von Architekt Carl Voigt. Die hervorgehobene Fensteranordnung an der Ecke der nur dreiachsigen Fassade bezeichnet den Sitzplatz der Wohndiele und darüber das Treppenhaus. Sie wiederholt sich an der Seitenfront. Die zweifenstrigen Wohnräume waren demzufolge hintereinander angeordnet, das zum Garten gelegene Speisezimmer mit offener Pergola. Im Souterrain Garage und Wirtschaftseingang. Zur betonten Strenge der fast schmucklosen Fassade gehörte als Gliederungselement die kleinteilige Fenstersprossung. LfD/1998/2002 | 09293199 |
|                                         | Villa mit Einfriedung und Vorgarten | Poetenweg 41 (Karte)                   | 1924 (Villa)                                                                                         | Putzfassade, baugeschichtlich von Bedeutung Im Februar 1924 stellte Carl Voigt den Bauantrag für die benachbarte Villa des Fabrikdirektors Georg Bauer. Der Rechteckbau mit flachem, stark vorkragendem Walmdach wirkt kubisch schwer durch die fensterlosen, mit Lisenen und Putzfeldern gegliederten Ecktrakte zu Seiten des monumentalen Eingangsvorbaus, der zwei Drittel der Fassadenhöhe einnimmt. Ein um den Baukörper laufendes kräftiges Gurtgesims setzt das überhöhte Erdgeschoss vom etwas stärker durchfensterten Obergeschoss ab. Einziger Schmuckakzent ist die neobarocke Gestaltung des Eingangs mit gesprengtem Giebel. Er führt über das Vestibül in die zentrale Diele und das östlich davon gelegene Treppenhaus. Zum Anbau an der Ostseite lag das Herrenzimmer, Wohn- und Speisezimmer lagen wie üblich an der Gartenfront, der eine breite halbrunde Säulenveranda vorgelagert war. An der Westseite befanden sich Küche und Anrichte, im Kellergeschoss die Hausmeisterwohnung. In der baulichen Gestaltung der repräsentativen Villa lassen sich retrospektive Elemente eines monumentalen Neoklassizismus erkennen. LfD/1998/2002 | 09293200 |
| Direkt Bild zu diesem Denkmal hochladen | Villa mit Garten, Toreinfahrt und Pflasterung des Zuweges | Poetenweg 45 (Karte)                   | 1925–1926 (Villa), 1926 (Toreinfahrt)                                                                | Putzfassade mit Porphyrtuffgliederung, markanter Turm, im Stil des Art déco, baugeschichtlich, künstlerisch und ortsteilentwicklungsgeschichtlich von Bedeutung Durch einen schmalen Zugang hinter Nummer 43 ist das in der Mitte zwischen Poetenweg und Primavesistraße gelegene Wohnhaus zu erreichen. Es wurde 1925–1926 für Hermann Straube von Johannes Koppe erbaut. Der ansonsten sehr sachliche Putzbau auf Feldsteinsockel und mit hohem Walmdach besitzt an der Südostecke einen Treppenturm mit Zinnenkranz und spitzer Turmhaube. Hier liegt der Eingang zum Wirtschaftstrakt. Der Haupteingang mit Freitreppe in einem eingeschossigen, durch Porphyrplatten verkleideten Vorbau ist dagegen zeitgemäß gestaltet. Im Schlussstein die Initialen HS. LfD/1998/2002 | 09293202 |
|                                         | Villa mit Vorgarten | Poetenweg 45a (Karte)                  | 1925–1926, bez. 1926 (Villa)                                                                         | | 09296860 |
|                                         | Villa mit Vorgarten | Poetenweg 47 (Karte)                   | 1924–1925 (Villa)                                                                                    | Putzfassade, baugeschichtlich von Bedeutung Bauantrag am 9. Dezember 1924 von Kaufmann Albin Hoffmann, Pläne von Carl Voigt. Der Baukörper auf quadratischem Grundriss mit Walmdach. Die Straßenfront durch einen zentralen Eingangsrisalit mit leicht konvex hervortretender Gesimslinie bewegt. Darüber in der Dachzone ein übergiebelter Dachausbau. Die deutlich überhöhte Erdgeschosszone durch ein umlaufendes profiliertes Gurtgesims vom Obergeschoss abgehoben. An der Ostseite wiederholt ein Balkon im Obergeschoss die geschwungenen Konturen der Eingangszone. Über eine Freitreppe führt der Eingang in die zentrale Diele mit Treppenlauf ins Obergeschoss. Daneben zur Straße Garderobe bzw. Herrenzimmer, das Speisezimmer mit halbrunder Veranda und Musikzimmer wie üblich an der Gartenseite. Im Obergeschoss Wohnzimmer und Schlafräume. Im erhöhten Kellergeschoss befand sich nach Anforderung durch das Wohnungsverwaltungsamt eine zusätzliche vermietete Kleinwohnung, daneben die Garage. Auch dieser Villenbau weist in seiner Gesamthaltung zwischen Landhauscharakter und Neoklassizismus eher in die Zeit vor dem Ersten Weltkrieg als in die 1920er Jahre. LfD/1998/2002 | 09293203 |
|                                         | Villa mit Vorgarten und Garten | Poetenweg 49 (Karte)                   | 1926–1927 (Villa)                                                                                    | Putzfassade, baugeschichtlich von Bedeutung Am 31. Dezember 1926 Antrag auf den Bau eines herrschaftlichen Einfamilienhauses für den Staatslotterieeinnehmer Hermann Domdey. Die Pläne schuf der Architekt Theodor Paul Klotzsch. Der Eingang im westlichen Vorbau führte an Garderobe und zwei WC's vorbei zur zentralen quadratischen Diele. Hiervon gingen nach klassischem Villengrundriss die Repräsentationsräume zur Straße (Speisezimmer, Musikzimmer, Herrenzimmer) aus, alle mit Erkern bzw. Wintergarten erweitert. An der Nordwestecke lagen Küche und Anrichte in Verbindung zum Speisezimmer, im Ober- und Dachgeschoss die Privaträume der Familie. Im Außenbau ist das Erdgeschoss mit seiner größeren Höhe als Hauptgeschoss gekennzeichnet, das Obergeschoss mit einer Reihe von spitz auslaufenden gekuppelten Fenstern als zusammenhängendes Fensterband niedriger und kleinteiliger gegliedert. Zwischen zwei Achsen hier jeweils plastische Köpfe: behelmter Mann, Frau, Merkur. Weitere Art-déco-typischen Formen zeigen sich auch in den von spitzen Streben durchzogenen Dachhäusern. LfD/1998/2002 | 09296861 |
|                                         | Mietvilla mit Vorgarten und Einfriedung | Poetenweg 51 (Karte)                   | 1924 (Mietvilla)                                                                                     | Konsulat Polen, Putzfassade, baugeschichtlich von Bedeutung 29. Februar 1924 Antrag von Baumeister Erich Becker auf Bau einer Villa für Kaufmann Johannes Krause. Der kubische Baukörper ist zur Straße hin durch einen Vorbau, der im ersten Obergeschoss in zwei durch Balkon verbundene Erker mündet, gegliedert. Puttengruppen über den Balkonbrüstungen des ausgebauten Dachgeschosses und ein mit neobarockem Stuckornament gezierter Dreiecksgiebel wirken für die Erbauungszeit unzeitgemäß. An der Gartenseite eine von dorischen Säulen getragene Veranda, darüber Loggia und Balkon. Der schmuckreiche, von kannelierten Säulen gerahmte Eingang an der Westseite setzt einen weiteren dekorativen Akzent. Während im Untergeschoss Büros, die Hausmeisterwohnung und Wirtschaftsräume lagen, befanden sich in der durch große Fenster hervorgehobenen Beletage die um eine zentrale Diele angeordneten Repräsentationsräume. Anfang der 1950er Jahre befand sich hier eine Schule für den staatlichen Einzelhandel, später das Institut für Internationale Studien der Universität, ab den 1970er Jahren das Konsulat der Volksrepublik Polen. LfD/1998/2002 | 09293205 |
|                                         | Mietshaus in halboffener Bebauung (bauliche Einheit mit Nr. 6), mit Vorgarten | Pölitzstraße 4 (Karte)                 | 1910 (Mietshaus)                                                                                     | Putzfassade, baugeschichtlich von Bedeutung | 09293416 |
|                                         | Mietshaus in halboffener Bebauung (bauliche Einheit mit Nr. 4), mit Vorgarten | Pölitzstraße 6 (Karte)                 | 1910 (Mietshaus)                                                                                     | Putzfassade, baugeschichtlich von Bedeutung | 09293417 |
|                                         | Mietshaus in halboffener Bebauung (bauliche Einheit mit Nr. 10), mit Einfriedung und Vorgarten | Pölitzstraße 8 (Karte)                 | 1902 (Mietshaus)                                                                                     | Klinkerfassade, baugeschichtlich von Bedeutung | 09293418 |
|                                         | Mietshaus in offener Bebauung in Ecklage, mit Vorgarten | Pölitzstraße 9 (Karte)                 | 1899 (Mietshaus)                                                                                     | Klinkerfassade, baugeschichtlich von Bedeutung | 09293419 |
|                                         | Mietshaus in halboffener Bebauung (bauliche Einheit mit Nr. 8), mit Einfriedung und Vorgarten | Pölitzstraße 10 (Karte)                | 1902 (Mietshaus)                                                                                     | Klinkerfassade, baugeschichtlich von Bedeutung | 09293420 |
|                                         | Mietshaus in offener Bebauung, mit Einfriedung und Vorgarten | Pölitzstraße 11 (Karte)                | 1900 (Mietshaus)                                                                                     | Klinkerfassade, baugeschichtlich von Bedeutung | 09293421 |
|                                         | Mietshaus in offener Bebauung, mit Einfriedung und Vorgarten | Pölitzstraße 12 (Karte)                | 1903 (Mietshaus)                                                                                     | Putz-Klinker-Fassade, baugeschichtlich von Bedeutung | 09293422 |
|                                         | Mietshaus in halboffener Bebauung, mit Vorgarten | Pölitzstraße 13 (Karte)                | um 1898 (Wohnhaus)                                                                                   | Putzfassade, Teil eines Doppelmietshauses (mit Nummer 15, dieses kriegsgeschädigt, kein Denkmal), baugeschichtlich von Bedeutung | 09293423 |
|                                         | Mietshaus in halboffener Bebauung (bauliche Einheit mit Nr. 16) und Nebengebäude im Hof, mit Einfriedung und Vorgarten                                                                                   | Pölitzstraße 14 (Karte)                | 1900–1904 (Mietshaus), 1904 (Nebengebäude)                                                           | Putzfassade, baugeschichtlich von Bedeutung Ein erster Bauantrag für ein Wohngebäude wurde Ende November 1900 gestellt, als gemeinsam mit Nummer 16 zu errichtendes, freistehendes Doppelhaus. Architekt Karl Heinrich Zimmermann unterzeichnete als Bauherr, für Bauleitung, Statik und Entwurf in Vollmacht des Büros für Architektur und Bauausführung Zimmermann und Jagemann. Ein gutes Jahr später übernahm Zimmermann sowohl das Grundstück samt genehmigtem Bauvorhaben als auch das Architekturbüro. Aber noch zu Beginn des Jahres 1903 lag das Areal Pölitzstraße 14 unbebaut, war das fertige Haus Nummer 16 im Besitz von Otto Hugo Ehrling aus Plagwitz, Inhaber einer elektrotechnischen Anstalt. Cäsar Sonnenkalb stellte im Februar 1903 eine Bauvoranfrage mit Entwürfen des Architekten und Bauinspektors Georg Lubowski, die Baugenehmigung im März 1904 erhielt als Bauherr der geprüfte Baumeister Emil Moritz Eulitz, der neben der Finanzierung auch Statik, Entwurf und Bauleitung übernahm. Das Haus, auf tragfähigem gewachsenen Kiesboden gegründet, entstand unter Beteiligung des Baumeisters Max Friedrich aus Reudnitz bis zum Herbst des gleichen Jahres. Hinsichtlich der eisernen Innentreppe mit ihrem eleganten Geländer in Jugendstilformen wurde die Firma Hermann Fritzsche hinzugezogen. Zeitgleich entstand ein Seitengebäude in rückwärtiger Lage (saniert 2019/2020), aufnehmend links die Waschküche und einen Pferdestall mit preußischem Kappengewölbe, im Obergeschoss Sattel- und Geschirrkammer sowie zwei Kammern für Pferdewärter. Rechts grenzte eine Remise mit Futterboden. Anträge für die Teilung der großzügigen Wohnungen in zwei (2. Obergeschoss) bzw. drei Mieteinheiten in allen anderen Etagen gerieten 1936, 1947 und 1948 zur Einreichung. Die neuerliche Unterteilung der Wohnungen erfolgte 1996/1997 einhergehend mit Sanierungsarbeiten, Dachausbau und Errichtung von hofseitigen Balkonen. Sehr wirksam ist die Putzfassade des Hauses in Szene gesetzt, mit Loggien, einem markant gesetzten Standerker mit großem Zwerchhausstufengiebel in Neorenaissanceformen, Stuckdekor unter einigen Fensterbrüstungen. Nicht recht glücklich zeigen sich daneben die beiden neuen Gauben, die einfache historisierende Einfriedung mit viel zu kleinen Pfosten, der seitliche Zugangsweg aus Betonsteinpflaster, bei genauerem Hinsehen auch die Fenster. LfD/2019 | 09293424 |
|                                         | Mietshaus in halboffener Bebauung (bauliche Einheit mit Nr. 14), mit Vorgarten | Pölitzstraße 16 (Karte)                | 1900 (Mietshaus)                                                                                     | Putzfassade, baugeschichtlich von Bedeutung | 09293425 |
|                                         | Mietshaus in halboffener Bebauung, mit Vorgarten | Pölitzstraße 17 (Karte)                | um 1895 (Mietshaus)                                                                                  | Putzfassade, baugeschichtlich von Bedeutung | 09296955 |
|                                         | Mietshaus in offener Bebauung und in Ecklage, mit Vorgarten | Pölitzstraße 18 (Karte)                | bezeichnet 1891 (Mietshaus)                                                                          | repräsentative Klinkerfassade, baugeschichtlich von Bedeutung | 09293426 |
|                                         | Mietshaus in offener Bebauung in Ecklage, mit Vorgarten | Pölitzstraße 19 (Karte)                | um 1890 (Mietshaus)                                                                                  | Putzfassade mit Sandsteingliederung, Porphyrsockel, baugeschichtlich von Bedeutung | 09294146 |
|                                         | Mietshaus in halboffener Bebauung (bauliche Einheit mit Nr. 22), mit Vorgarten | Pölitzstraße 20 (Karte)                | 1892 (Mietshaus)                                                                                     | Putzfassade, baugeschichtlich von Bedeutung | 09293427 |
|                                         | Doppelmietshaus in offener Bebauung, mit Vorgarten und Einfriedung | Pölitzstraße 21; 23 (Karte)            | um 1890 (Doppelmietshaus)                                                                            | Putzfassade mit Sandsteingliederung, baugeschichtlich von Bedeutung | 09294147 |
|                                         | Mietshaus in halboffener Bebauung (bauliche Einheit mit Nr. 20), mit Vorgarten und Einfriedung | Pölitzstraße 22 (Karte)                | 1892 (Mietshaus)                                                                                     | Putzfassade, Marmorstufen im Eingangsbereich, baugeschichtlich von Bedeutung | 09293428 |
|                                         | Mietshaus in halboffener Bebauung (bauliche Einheit mit Nr. 26), mit Vorgarten | Pölitzstraße 24 (Karte)                | 1893 (Mietshaus)                                                                                     | Putzfassade, baugeschichtlich von Bedeutung | 09293430 |
|                                         | Doppelmietshaus in offener Bebauung, mit Einfriedung, Vorgarten und Pflasterung der Einfahrt | Pölitzstraße 25; 27 (Karte)            | 1895 (Mietshaus)                                                                                     | Putzfassade, baugeschichtlich von Bedeutung | 09294367 |
|                                         | Mietshaus in halboffener Bebauung (bauliche Einheit mit Nr. 24), mit Vorgarten | Pölitzstraße 26 (Karte)                | 1893 (Mietshaus)                                                                                     | Putzfassade, baugeschichtlich von Bedeutung | 09293432 |
|                                         | Villa, mit Einfriedung und Vorgarten | Pölitzstraße 28 (Karte)                | um 1905 (Villa)                                                                                      | Putzfassade, im Landhausstil, baugeschichtlich von Bedeutung | 09296863 |
|                                         | Doppelmietshaus in offener Bebauung, mit Vorgarten und Einfriedung Nr. 32 | Pölitzstraße 30; 32 (Karte)            | um 1895 (Doppelmietshaus)                                                                            | Putzfassade, Einfriedung auch zur ehemaligen Parthenflutrinne gelegen, baugeschichtlich von Bedeutung | 09296864 |
|                                         | Villa, mit Einfriedung und Toreinfahrt sowie Villengarten | Prellerstraße 1 (Karte)                | 1915 (Villa)                                                                                         | Sandsteinfassade, zeitweilig Kinderheim, baugeschichtlich von Bedeutung 6. März 1915 Bauantrag und Pläne von Otto Paul Burghardt zum Bau einer Villa mit Nebengebäude und Gartenanlage für den Kaufmann Hans Kurth. Der umfangreiche Bau auf dem großen Grundstück zwischen Preller-, Primavesi- und Turmgutstraße erhält durch die halbrunden Vorbauten an allen Gebäudeseiten: Erker, Terrassen, Freitreppenanlagen, eine bewegte Umrisslinie. Der Eingang im Norden, auch er in einer von Säulen flankierten halbrunden Vorlage, führt über ein ovales Vestibül in die große Halle mit umlaufender Treppenanlage. Von der Halle ging nach Süden der Billardsaal aus, der sich zu einem halbrunden Wintergarten mit ionischen Halbsäulen, Freitreppe und abschließendem Balkon öffnet. Nach Osten war das Speisezimmer gelegen, das in einem halbrunden Erker mündet. Herrenzimmer und Wohnzimmer, ebenfalls mit Erker, befanden sich an der Westseite. Vom Dienstboteneingang an der Ostseite waren die ausgedehnten Wirtschaftsräume im Souterrain zugänglich. Alle Haupt- und Repräsentationsräume lagen also an der Südwest- und Südostseite, mit Erkern bzw. Terrassen nach außen erweitert – ihre Anordnung bestimmte den Umriss des Hauses. Die Außenfronten des zweieinhalbgeschossigen Hauses mit steilem, ausgebauten Walmdach sind mit Werkstein verkleidet, im Sockel mit kräftiger horizontaler Lagerung, sonst in feiner Quaderung. Gesamtauffassung und Architekturdetails entsprechen den zeittypischen neoklassizistischen Tendenzen: Kräftige Säulen, Empire-Kränze in den breiten Halbrundgiebeln, Konsolen, gedrungene Balkonbrüstungen, Vasen und Orthostaten, wobei der Hang zu gerundeten Formen der Handschrift des Architekten entspricht, dem Zeitgenossen barockisierende Züge zuschrieben. Der ebenfalls von Burghardt entworfene Gartenplan für das 2060 m² große Grundstück war in seiner geometrischen Gestaltung auf den von halbrunden Konturen geprägte Umriss des Hauses abgestimmt. Im Hintergrund der Anlage lagen Fischbassin, Tennisplatz und ein parkähnlicher Teil. Die eiserne Einfriedung mit geschwungenen Konturen ist mit Ausnahme des Tores erhalten. LfD/1998/2002 | 09293138 |
|                                         | Villa mit Einfriedung und Vorgarten | Prellerstraße 1a (Karte)               | 1915 (Villa)                                                                                         | Putzfassade, baugeschichtlich von Bedeutung Der zweigeschossige, ursprünglich winkelförmige Bau wurde als Pferdestall, Remise und Garage für die Villa Nummer 1 errichtet, im Obergeschoss lagen die Kutscher- und Chauffeurswohnungen. Die Quaderung der Gebäudeecken ist in Anlehnung an das Haupthaus gestaltet, während die Giebelflächen mit Zierfachwerk, die spitzgiebeligen Dachhäuschen und die Klappläden dem eher zum Landhausstil tendierenden Formen solcher Nebenbauten entsprechen. Der Seitenflügel wurde 1935 bei der Abtrennung von der Villa umgebaut. LfD/1998/2002 | 09293139 |
|                                         | Doppelwohnhaus in offener Bebauung und in Ecklage, mit Vorgarten und Einfriedung | Prellerstraße 3; 5 (Karte)             | 1923–1924 (Doppelwohnhaus)                                                                           | Putzfassade, baugeschichtlich von Bedeutung 12. August 1922 Antrag von Architekt Gustav Pflaume auf den Bau zweier Einfamilienhäuser im Auftrag der Saxonia Immobiliengesellschaft. Die beiden Hausteile erscheinen als völlig identisches Doppelhaus, zusammengefasst jeweils in den beiden Außenachsen durch einen Seitenrisalit und erschlossen durch eingeschossige Eingangsvorbauten an den Seitenfronten. Das Erdgeschoss über dem hohen Sockelgeschoss ist gestalterisch durch eine gleichmäßige Reihe von hohen Bogenfenstern hervorgehoben, wobei zwischen jeder Achse kannelierte Pilaster mit Kugelaufsätzen bis in die Sockelzone reichen. Auch die kleineren, eng gesprossten Obergeschossfenster, mit merkwürdig unzeitgemäßer profilierter Renaissanceeinfassung und wellenförmiger Verdachung in den Seitenrisaliten, sind ohne jede rhythmische Gliederung gleichmäßig angeordnet. Das relativ flache Walmdach mit tonnenförmigen Gauben im Mittelteil und attikaähnlichen Ausbauten mit Giebelstuck. Die Gartenseite mit Terrassen und Balkonen und im Übrigen den gleichen Fenster- und Gaubenformen, enthält im Kellergeschoss jeweils eine Garage. Die nach Südosten gewandte Straßenfront enthielt in der hervorgehobenen Seitenachse lediglich die Garderobe, daneben Küche und Damenzimmer, während Speise- und Herrenzimmer an der Gartenseite lagen und das Obergeschoss die Schlafräume beherbergte. LfD/1998/2002 | 09293140 |
|                                         | Mietshaus in halboffener Bebauung | Prellerstraße 9 (Karte)                | 1926–1927 (Mietshaus)                                                                                | Putzfassade, baugeschichtlich von Bedeutung Erster Bauantrag 4. Oktober 1926 von Architekt Adolf Warnstorff auf ein Wohnhaus für Max Lux, Besitzer der Hofapotheke zum Weißen Adler, Hainstraße 6. Ausführung nach revidierten Plänen vom Oktober 1927. Der zweigeschossige Bau mit ausgebautem Dachgeschoss enthält pro Geschoss eine Wohnung mit 3,5 Zimmern um eine zentrale Diele. Seine Gliederung erhält der massig wirkende Baukörper durch den zentralen Erkervorbau mit profilierten Geschossgesimsen und Putzstreifen. LfD/1998/2002 | 09293141 |
|                                         | Mietshaus in geschlossener Bebauung | Prellerstraße 11 (Karte)               | 1936 (Mietshaus)                                                                                     | Putzfassade, baugeschichtlich von Bedeutung 14. April 1936 Bauantrag von Architekt Walter Kernt auf ein Dreifamilienhaus für Carl Rückmar. Das Reihenhaus zwischen zwei bereits bestehenden Bauten passt sich in der Fassadengestaltung der Nummer 13 an, wahrscheinlich ist es nach dem vorliegenden Entwurf von Alfred Bischoff gestaltet. Der Hauseingang im Kellergeschoss unter der Mittelachse mit den abgerundeten Balkonen ermöglichte es, in jedem Geschoss eine Vierzimmerwohnung anzulegen. Neben dem Eingang Garagen LfD/1998/2002 | 09293142 |
|                                         | Doppelwohnhaus (mit Lumumbastraße 14) in offener Bebauung in Ecklage, mit Einfriedung und Vorgarten | Prellerstraße 12 (Karte)               | 1936 (Hälfte eines Doppelmietshauses)                                                                | Putzfassade, baugeschichtlich von Bedeutung siehe Lumumbastraße 14 | 09293143 |
|                                         | Mietshaus in geschlossener Bebauung mit Einfriedung | Prellerstraße 13 (Karte)               | 1935 (Mietshaus)                                                                                     | Putzfassade, baugeschichtlich von Bedeutung 8. September 1935 Bauantrag auf ein Dreifamilienhaus von Fabrikant Reinhard Träger, Pläne von Architekt Alfred Bischoff. Auch hier liegt der Eingang im Kellergeschoss, daneben Garagen. Der Erker mit den charakteristischen abgerundeten Ecken liegt hier in der Außenachse, die breiten Fenster sind durch hellere Putzstege vertikal miteinander verbunden. Ursprünglich schloss die im Krieg zerstörte Nummer 15 die Baureihe als Kopfbau ab. LfD/1998/2002 | 09293144 |
|                                         | Mietshaus in offener Bebauung mit Vorgarten und Einfriedung | Prellerstraße 16 (Karte)               | 1938 (Mietshaus)                                                                                     | als Ergänzungsbau der 1930er Jahre in einem repräsentativen Wohngebiet bau- und stadtgeschichtlich bedeutsam | 09299226 |
|                                         | Mietshaus in halboffener Bebauung, mit seitlicher Toreinfahrt | Prellerstraße 19 (Karte)               | 1894 (Mietshaus)                                                                                     | ehemals schmiedeeisernes Hoftor, Klinkerfassade mit Sandsteingliederung, baugeschichtlich von Bedeutung 8. Januar 894 Antrag des Baumeister Carl Kühn, Besitzer zahlreicher Grundstücke in der Umgebung auf Bau einer „Villa“. Das dreigeschossige Mietshaus mit freier Ostseite, an der sich der Eingang befindet, enthielt ursprünglich nur eine 5-Zimmer-Wohnung pro Etage mit großem Salon und zahlreichen Nebenräumen. Diesen herrschaftlichen Ambitionen trägt die Ziegelfassade mit schmiedeeisernen Balkonen und großzügigen Stuckformen an den Fenstern der Obergeschosse Rechnung. Das Dachgeschoss wurde in der bestehenden Form erst 1923 ausgebaut. LfD/1998/2002 | 09293145 |
|                                         | Mietshaus in geschlossener Bebauung in Ecklage | Prellerstraße 20 (Karte)               | 1873 (Mietshaus)                                                                                     | mit Hausdurchgang, Putzfassade, baugeschichtlich von Bedeutung Das Eckhaus zur Gohliser, ehemals Leipziger Straße gehört noch zur ersten Bauphase der Erweiterung des Dorfes Gohlis. Den Bauantrag stellte im April 1873 Maurermeister Heinrich Walther für den Gasthofbesitzer und „Lohnkutschereybesitzer“ Wilhelm Helmerdig. Der dreigeschossige Bau mit ausgebautem „französischen“ Dach enthielt von Anfang an bis 1957 ein Restaurant mit Eingang im Ecktrakt. 1886 wurde dazu die Einrichtung einer Schweineschlachterei genehmigt und später das Restaurant über die ganze Erdgeschosszone erweitert. Erst 1888 wurde die ursprünglich nur vierachsige Front an der Prellerstraße um drei Achsen und einen Eingang erweitert. LfD/1998/2002 | 09293163 |
|                                         | Doppelmietshaus in offener Bebauung und seitliche Toreinfahrt bei Nr. 23 | Prellerstraße 21; 23 (Karte)           | 1901 (Doppelmietshaus)                                                                               | Putzfassade, Toreinfahrt mit schmiedeeisernem Tor, baugeschichtlich von Bedeutung 18. Februar 1901 Antrag von Baumeister Moritz Wilde auf Bau eines Doppelhauses. Der dreigeschossige Bau wird durch einen mit Zierfachwerk geschmückten Dachausbau zentriert und durch je einen polygonalen Eckerker im Obergeschoss, ebenfalls mit Fachwerk in der Laterne unter dem Spitztürmchen, seitlich begrenzt. Jede Haushälfte erhält zudem ihre Akzentuierung durch eine verdoppelte Fensterachse mit stuckierter Dreiecksverdachung im Hauptgeschoss. Ein doppeltes Gurtgesims fasst den Bau zusammen. Die Eingänge an den Seitenfronten erschließen je eine um die große Diele angeordnete 5-Zimmer-Wohnung pro Etage. LfD/1998/2002 | 09293146 |
|                                         | Mietshaus in geschlossener Bebauung | Prellerstraße 22 (Karte)               | um 1895 (Mietshaus)                                                                                  | mit Hausdurchgang und Laden, Klinkerfassade, baugeschichtlich von Bedeutung 17. Juli 1888 erster Antrag auf Bau eines Wohnhauses mit Backstube und Bäckerei von Albin Börngen. Ausführung erst ab Juni 1889 nach neuen Plänen von Baugewerksmeister Heinz Wilde für Dr. F.L. Zschunke. Die Fassade konventionell mit aufwendigen Fensterverdachungen vor Ziegelverblendern. Das Erdgeschoss mit Bäckerladen ursprünglich mit Putzquaderung. LfD/1998/2002 | 09298006 |
|                                         | Mietshaus in geschlossener Bebauung | Prellerstraße 24 (Karte)               | um 1860 (Mietshaus)                                                                                  | Putzfassade, baugeschichtlich von Bedeutung | 09299384 |
|                                         | Mietshaus in geschlossener Bebauung | Prellerstraße 25 (Karte)               | 1876 (Mietshaus)                                                                                     | Putzfassade, baugeschichtlich von Bedeutung 5. September 1876 Antrag der Maurermeister Friedrich Ullrich und Friedrich Zehmisch auf Bau dreier zusammenhängender Wohnhäuser als Eckbebauung zur Leipziger (Gohliser) Straße. (Die beiden zur Gohliser Straße gehörenden Bauten geglättet). Die Fassade des nur fünfachsigen Hauses entspricht mit profilierten Fensterverdachungen, feinteiligem Stuckplatten im Obergeschoss, Zahnschnitt-Dachgesims, Rosetten und Akroterien über den beiden hervorgehobenen Seitenachsen dem Stil der frühen 1870er Jahre. Zur Bebauung des Grundstücks gehörten weiterhin ein Waschhaus im Hof sowie Wäschetrockenschuppen mit Hühnerstallanbau. LfD/1998/2002 | 09293147 |
|                                         | Mietshaus in geschlossener Bebauung | Prellerstraße 27 (Karte)               | 1874–1875 (Mietshaus)                                                                                | Putzfassade, baugeschichtlich von Bedeutung November 1874 Bauantrag von August Schröder, Pläne von Bauunternehmer Heinrich Hecht. Wie bei Nummer 25 ist die Ausführung der Fassade gegenüber den Plänen vereinfacht. Das Haus enthält zwei Wohnungen pro Etage, wobei zwei Zimmer nach vorn, Kammer, Küche und Speisekammern nach dem Hof gelegen sind. Für beide Wohnungen war nur ein „Privat“ vorgesehen. Die seitliche Durchfahrt lässt auf eine Hofbebauung schließen, neben dem obligaten Waschhaus wurde 1881 ein zweigeschossiges Wohnhaus mit Kleinwohnungen (2 Stuben 1 Kammer) an der hinteren Hofgrenze beantragt, das jedoch erst 1888 ausgeführt worden ist. LfD/1998/2002 | 09293148 |
|                                         | Mietshaus in geschlossener Bebauung | Prellerstraße 28 (Karte)               | 1875–1876 (Mietshaus)                                                                                | mit Tordurchfahrt, Putzfassade, baugeschichtlich von Bedeutung | 09293149 |
|                                         | Mietshaus in geschlossener Bebauung | Prellerstraße 29 (Karte)               | 1888 (Mietshaus)                                                                                     | mit Tordurchfahrt, Klinkerfassade, baugeschichtlich von Bedeutung 1. Februar 1888 Antrag von Fabrikdirektor Richard Voigtländer auf Bau eines Vorder- und Hintergebäudes. Die Fassade des Vorderhauses sehr schlicht: die gleichförmige Gliederung der Ziegelfassade wird nur durch eine hervorgehobene Achse über dem Mitteleingang unterbrochen (die seitliche Durchfahrt erst 1935 eingebaut). Im zunächst eingeschossigen Hofgebäude befand sich anfangs die mechanische Seidenstickerei des Besitzers, ab 1918 eine Instrumentenmacherei der Pianofortefabrik Walter Riedel, nach der Erweiterung auf die gesamte Grundstücksbreite befanden sich hier Autoreparaturwerkstätten. LfD/1998/2002 | 09293150 |
|                                         | Mietshaus in geschlossener Bebauung | Prellerstraße 30 (Karte)               | 1881 (Mietshaus)                                                                                     | mit Hausdurchgang, Putzfassade, baugeschichtlich von Bedeutung 29. August 1881 Antrag von Zimmermeister J.G. Oertelt auf Bau eines Wohnhauses nebst Holzschuppen. In den vermutlich vom Bauherren selbst stammenden Plänen ist der Fassadenschmuck nicht angegeben, was die Beliebigkeit der in solchen Schlichtbauten nachträglich angefügten vorgefertigten Elemente andeutet. LfD/1998/2002 | 09299164 |
|                                         | Mietshaus in geschlossener Bebauung | Prellerstraße 31 (Karte)               | 1874–1875 (Mietshaus)                                                                                | mit Hausdurchgang, Putzfassade, baugeschichtlich von Bedeutung Im Auftrag der Leipziger Bau-Bank stellte der spätere Hofbaumeister Otto Brückwald im September 1874 Antrag auf Bau eines Wohnhauses und einer Böttcherwerkstatt nebst Pichhaus am Ufer der Rietzschke. Da Pläne für das Vorderhaus nicht mehr existieren, ist nicht bekannt, ob Brückwald selbst das schlichte Wohnhaus entwarf, dessen Fassade mit den flächigen Fenstergliederungen eher der Zeit um 1900 zu entstammen scheint. 1887 erwarb der Maschinenstickereifabrikant Voigtländer das Grundstück und stockte das Hintergebäude auf. LfD/1998/2002 | 09293151 |
|                                         | Mietshaus in geschlossener Bebauung | Prellerstraße 36 (Karte)               | 1878 (Mietshaus)                                                                                     | Vorderhaus mit Tordurchfahrt, Klinkerfassade, Eisentor um 1910, baugeschichtlich von Bedeutung Der erste Antrag vom Oktober 1877 auf Erbauung einer Schlächterei mit Kuhstall wurde nicht genehmigt, da die Straßenschleuse noch nicht fertiggestellt war. Im Juli 1878 beantragte der Bauunternehmer Albert Weber den Bau eines Vorder- und Hinterhauses. Auch hier stimmen die wahrscheinlich in seinem Büro entstandenen Fassadenpläne des Vorderhauses nicht mit der schlichteren Ausführung überein, die wohl nach Fertigstellung des Hauses aus dem vorhandenen Fundus herausgegriffen wurde: feinteilige Stuckelemente im Stil der Zeit als Akanthus-Akroterien auf den Fensterverdachungen, einen Rosettenfries unter dem Gurtgesims, Zahnschnitt und zarte Konsolen im Schlussgesims. Im März 1879 beantragte Weber die Errichtung einer Schlächterei für Groß- und Kleinvieh mit Stallgebäuden, Schlachthaus, Wurstküche usw., im Keller des Vordergebäudes entstand eine Räucherei. 1898 ging das Grundstück an den Fuhrwerksbesitzer Mühlberg, 1908 erfolgte eine weitgehende Bebauung des Hofraumes mit Ställen für die Großspedition Otto Jäger, 1914 wurde dafür die Durchfahrt erweitert. LfD/1998/2002 | 09298007 |
|                                         | Mietshaus in geschlossener Bebauung | Prellerstraße 38 (Karte)               | 1887–1888 (Mietshaus)                                                                                | mit Hausdurchgang, Klinkerfassade, baugeschichtlich von Bedeutung 7. November 1887 Antrag von Zimmermeister J. G. Oertelt auf den Bau von Wohnhaus und dazugehörigem Waschhaus im Hof. 1896 kam dazu ein zweigeschossiger, zweiflügeliger Lagerraum für Sämereien des Kaufmanns Rohleder, wodurch der Hofraum weitgehend verbaut wurde. Ab 1910 war hier die Elektrotechnische Fabrik Curt Stehfest, später weitere Gewerbebetriebe ansässig. LfD/1998/2002 | 09297308 |
|                                         | Mietshaus in halboffener Bebauung mit Einfriedung und Vorgarten | Prellerstraße 44 (Karte)               | 1890 (Mietshaus)                                                                                     | Putzfassade, baugeschichtlich von Bedeutung Ursprünglich Doppelhaus mit Nummer 42, das Eckhaus zur Richterstraße kriegszerstört. Der Bauherr, Wilhelm Grafs ließ auch die folgenden Doppelhäuser Nummer 46/48 und 50/52 errichten. Genaues Baujahr und Architekt von Nummer 44 sind nicht bekannt, möglicherweise entstanden sie um 1890, etwa gleichzeitig mit den genannten Nachbarhäusern nach Plänen des Architekten Heinrich Rust. Das Doppelmietshaus, villenartig im neogotischen Stil: gekuppelte Fenster mit schlanker Mittelsäule unter spitzbogigen Blendbögen im Hauptgeschoss und Maßwerköffnungen im altanartigen Balkon. Der Eingang mit Dreipass-Oberlicht, zurückgesetzt hinter dem Eckerker. Das Haus enthielt Etagenwohnungen, wobei zur Straßenfront zwei Wohnzimmer, links vom Treppenhaus im Risalit an der Seitenfront Küche und Mädchenzimmer, zum Garten hin die Schlafzimmer lagen. Die Holzveranda an der Rückseite wurde 1907 angebracht. LfD/1998/2002 | 09293152 |
|                                         | Mietvilla mit Einfriedung, Vorgarten und Wegepflasterung | Prellerstraße 45 (Karte)               | 1893 (Mietvilla)                                                                                     | Putz-Klinker-Fassade, Terrasse, baugeschichtlich von Bedeutung Juni 1893 Antrag der Architekten Weichardt und Eelbo auf den Bau einer Zweifamilienvilla für den Maurermeister Friedrich Zehmisch. Die zweieinhalbgeschossige Villa greift in ihrem Grundriss auf das klassische Schema zurück: ein Quadrat mit unterschiedlich geformten Vorlagen an allen vier Seiten. Zur Straße hin dominiert ein breiter Halbrunderker, im Hauptgeschoss mit Porphyr-Lisenengliederung vor Sandsteinverblendung, darüber Steinbrüstung, im Obergeschoss ehemals mit filigranen Säulchen und Zinkdachung. Die Rücklagen jeweils einachsig mit großen Ädikula-Fenstern. Der Wintergarten an der Südostseite, ursprünglich mit massiven Säulen im Erdgeschoss, darüber zierlichen gusseisernen Säulen und abschließendem Balkon, wurde 1948 nach Kriegszerstörung massiv und vereinfacht wiederaufgebaut. Besonders repräsentativ ist die Eingangszone an der Westseite gestaltet: Der Eingang besitzt einen hohen, bis in die Beletage reichenden Rundbogenabschluss, darüber ist das Treppenhaus durch ein breites Palladio-Fenster beleuchtet. Das Innere wurde ursprünglich durch die zentrale, geschossübergreifende Diele mit Oberlicht bestimmt, von der nach vorn die Repräsentationsräume: Wohnzimmer, Speisezimmer (mit Erker) und Salon ausgingen. An der Rückseite befanden sich die Schlafräume sowie Spiel- und Kinderzimmer, während die Wirtschaftsräume wie üblich hinter dem Treppenhaus lagen und das Dachgeschoss Fremden- und Mädchenzimmern sowie der Hausmeisterwohnung vorbehalten war. Die Fassade, mit Putznutung im Erdgeschoss und heller Ziegelverblendung in der Beletage, erhielt ihren auffälligsten Schmuck durch die gemalten Felder im Mezzanin. Die Bemalung (mythologische Szenen bzw. Ornamentik an den Ecken) zog sich um das gesamte Gebäude und wurde bei der neueren Modernisierung der Villa überstrichen. LfD/1998/2002 | 09293153 |
|                                         | Doppelmietshaus in offener Bebauung, Vorgarten und Hofpflasterung | Prellerstraße 46; 48 (Karte)           | 1890 (Doppelmietshaus)                                                                               | historisierende Klinkerfassade mit verblendetem Untergeschoss, Seitenrisalite, baugeschichtlich von Bedeutung August 1890 Antrag auf Bau eines Doppelhauses für Wilhelm Grafs nach Plänen von Heinrich Rust. Wahrscheinlich im gewollten Kontrast zum neogotischen Nachbarhaus Nummer 42/44, erscheint der anspruchsvolle Mietshausbau in strengen Neorenaissanceformen. Über Bruchsteinsockel und dem durch Putzspundierung horizontal betontem Erdgeschoss, durch mehrere Gurtgesimse abgetrennt, sind die Obergeschosse als Ziegelverblendfassade mit gleichmäßiger Fenstergliederung gestaltet. Zwei Seitenrisalite mit repräsentativen Ädikula-Fenstern und steilem Spitzgiebel fassen die lang gestreckte Fassade zusammen, das Konsolgesims und die dichte Reihe von Dachhäusern geben ihr einen lebendigen Abschluss. Das Mietshaus enthielt repräsentative Etagenwohnungen: in den Eckrisaliten befand sich der Salon, daneben Herren-, Wohn- und Esszimmer. Wirtschafts- und Mädchenzimmer lagen an den Seitenfronten hinter dem Eingangsrisalit, nach hinten die Schlafräume mit „Austritt“. LfD/1998/2002 | 09293154 |
|                                         | Mietshaus in offener Bebauung mit seitlicher Einfriedung | Prellerstraße 51 (Karte)               | 1905 (Mietshaus)                                                                                     | Putzfassade, baugeschichtlich von Bedeutung 6. April 1905 Antrag der Gebr. Heyne, Maurer- und Zimmermeister, auf Bau eines Wohngebäudes. Die Pläne vermutlich aus der eigenen Firma. In der Verwendung unterschiedlich strukturierter Materialien: Rustikaquader im Sockel, Putznutung im Erdgeschoss, breites Gurtgesims aus gespitztem Sandstein, Fensterrahmungen mit Riefelputz, zeigt sich noch der Einfluss des Jugendstils. Auch die asymmetrische Massenverteilung: Mittelerker mit Giebel, ein um die Gebäudeecke führender Erker an der Ostseite (ursprünglich mit geschweifter Kuppel) sowie eine erkerartige Vorlage an der westlichen Seitenfront, die die Verbindung zu einem kurzen Seitenflügel schafft, sind zeittypische Formen. LfD/1998/2002 | 09293157 |
|                                         | Mietshäuser im geschlossenen Bebauung (bauliche Einheit mit Erfurter Straße 1a), mit Vorgärten | Prellerstraße 53; 55 (Karte)           | 1934–1936, bezeichnet 1935 (Mietshaus)                                                               | Putzfassade mit Sgraffiti, baugeschichtlich von Bedeutung 13. September 1934 Antrag der Architekten Bock & Paatzsch auf den Bau dreier Wohnhäuser für die Offene Handelsgesellschaft. Die Hauptsimshöhe wurde der vorhandenen Altbebauung Nummer 51 angeglichen, während der Baublock insgesamt 4 Meter von der Straßenflucht zurückgesetzt wurde. Der abschließende Hausteil bildet einen Flügel zur Erfurter Straße, hier setzt ein halbrunder, über alle Geschosse reichender Vorbau (ursprünglich mit nadelartigem Türmchen) mit floraler Sgraffitomalerei den einzigen schmückenden Akzent. Ansonsten sind die Fassaden betont schlicht. Lediglich die Eingangszonen werden durch Porphyrverblendung, die die beiden anschließenden Achsen des Erdgeschosses mit einbezieht, und schmaler Klinkerrahmung farblich hervorgehoben. Auch die breiten, dreigeteilten Fenster besitzen eine schmale Klinkereinfassung. Die Häuser enthalten jeweils zwei Wohnungen um 90 m² pro Etage, im Flügel Erfurter Straße kleinere Zwei-Zimmer-Wohnungen, und wurden 1936 an die Allianz und Stuttgarter Lebensversicherungsbank verkauft. LfD/1998/2002 | 09293158 |
| Weitere Bilder                          | Doppelmietshaus (mit Nr. 56) in offener Bebauung, mit Einfriedung und Gedenktafel zur Völkerschlacht bei Leipzig sowie Fabrikgebäude im Hof                                                              | Prellerstraße 54 (Karte)               | 1892–1894 (Doppelmietshaushälfte)                                                                    | Gedenktafel zur Erinnerung an den Sturmangriff General Blüchers während der Völkerschlacht bei Leipzig 1813, Vorderhaus Putzfassade, siehe auch Prellerstraße 56, baugeschichtlich und geschichtlich von Bedeutung 12. Dezember 1892 Antrag der Firma Hoffmann, Heffter & Co. (Wein-Import und Export, Klosterstraße 1) auf Bau eines Geschäftshauses und einer Doppelvilla. Pläne: Fritz Drechsler. Die „Doppelvilla“ besteht aus zwei ungleich großen Hausteilen: Nummer 56 mit nur je einer Etagenwohnung und Nummer 54 für zwei Familien pro Etage. Der lang gestreckte Bau ist stark durchgliedert: bei Nummer 54 begrenzen zwei tiefe übergiebelte seitliche Vorlagen, die als Querriegel in Erscheinung treten, die Fassade, der von einem spitzen Satteldach mit Dachreiter gekrönte Mittelrisalit enthält Eingang und Treppenhaus. Zwischen den Vorlagen hölzerne Balkonbrüstungen, an der Rückseite Holzveranden. Auch Nummer 56 besitzt zwischen zwei Risaliten die gleichen Holzbalkone. Der Eingang befindet sich in der breiten Eckvorlage mit geböschtem Ansatz, die von einer kurzen kräftigen Säule gestützt wird. Daneben loggienartig zurückgesetzte „Austritte“ mit hölzernen Brüstungen. Das Treppenhaus ist an der Seitenfront durch ansteigende Schrägfenster gekennzeichnet. Die rechte Vorlage mit Volutengiebel und Steinbalkon mit Dreipass-Brüstung. Wie üblich sind die Wohnzimmer nach vorn, Küche Kammer, Schlafzimmer, Klosett und separates Bad nach der Rückseite gewandt. Der Bau ist eines der nicht häufigen Beispiele des romantischen Historismus im Wohnbau der 1890er Jahre. Mit neogotischen Versatzstücken, wie dem mit Wappenschild und Fiale gekrönten Kielbogen-Eingang von Nummer 54, dem Maßwerk an den Steinbalkonen und Erkerbrüstungen, den stufigen Volutengiebeln, der an mittelalterlichen Wehrbauten anklingenden Form des Treppenhausrisalits von Nummer 56 und nicht zuletzt dem Materialmix von Holzbrüstungen und Stein, bietet er ein betont malerisches Bild. Dieser romantisch-historistischen Sicht entsprechen die neben dem Eingang von 54 eingemauerten Kanonenkugeln, die laut Inschrift beim Bau des Hauses gefunden wurden und von Marschall Blüchers Sturm auf Gohlius am 16. Oktober 1813 stammen sollten. Ursprünglich Abschluss des Vorgartens durch eine eiserne Einfriedung, drei Tore in geschwungenen Jugendstilformen. Bauabschluss März 1894. Das die ganze Hofbreite einnehmende viergeschossige Hintergebäude ursprünglich in Formen der Tudorgotik errichtet, mit einem Zinnenkranz als Abschluss, gekuppelten neogotischen Fenstern und großen spitzbogigen Öffnungen im Erdgeschoss. Der tiefe Vorbau für den Aufzug besonders sorgfältig gestaltet mit Rundbogen-Eingang, Maßwerkfenster und Blendbogengliederung unter dem hohen Dach. Nach Kriegsschäden 1947 vereinfacht wiederaufgebaut. 1934 Kauf durch die Firma Wilhelm Horn, Branntwein- und Likörfabrik, Weinbrennerei und -kellerei, die es bis in die 1970er Jahre betrieb und seit den 1990er Jahren wieder betreibt. LfD/1998/2002 | 09293159 |
|                                         | Doppelmietshaus (mit Nr. 54) in offener Bebauung | Prellerstraße 56 (Karte)               | 1892–1894 (Doppelmietshaushälfte)                                                                    | Putzfassade, siehe auch Prellerstraße 54, Inschriftplatte von 1688, baugeschichtlich von Bedeutung | 09293161 |
|                                         | Mietshaus in offener Bebauung in Ecklage mit Vorgarten und Einfriedung in der Erfurter Straße | Prellerstraße 57 (Karte)               | 1888 (Mietshaus)                                                                                     | Putzfassade, baugeschichtlich von Bedeutung 13. Januar 1888 Antrag von Architekt Otto Lehmann auf Bau eines Wohnhauses für Postassistent Adolph Schröer. Pläne von Moritz Wilde, Architekt und Baugewerksmeister. Das große Eckhaus wendet sich mit der längeren Front (24,43 m) zur ehemaligen Albertstraße (Erfurter Straße). Ein flacher, dreiachsiger Eckrisalit, hervorgehoben durch die bis ins Obergeschoss reichende Putzbänderung, Fenster mit Dreiecksverdachung und ein reich geschmückter zweigeschossiger Erker an der „verbrochenen Ecke“ vermitteln zur Prellerstraße. Über dem Erker ursprünglich ein Dachaufbau mit geschweifter Haube. Dominierend ist die horizontale Schichtung des Baukörpers: Bruchsteinsockel, Putzbänderung, zwei Gurtgesimse, Konsolgesims (zerstört) und das niedrige Mansarddach mit der gleichmäßigen Reihung von Dachhäusern vermitteln diesen Eindruck. Eine begrenzende Vertikalgliederung erhält der massige Bau durch die Betonung der beiden Eckachsen an beiden Straßenseiten. Die beiden Holzbalkone wurden erst 1908 angefügt. LfD/1998/2002 | 09293162 |
|                                         | Mietshaus in halboffener Bebauung mit Werkstattgebäude im Hof | Prellerstraße 62 (Karte)               | 1897–1898 (Mietshaus)                                                                                | Putzfassade, baugeschichtlich von Bedeutung 6. November 1897 Antrag von Architekt G. H. Gerstenberger auf Bau eines „kleinen Geschäftshauses“ sowie eines herrschaftlichen Wohngebäudes für den Wachsfabrikanten Felix Ellrich. Das „Geschäftshaus“ war ein zweigeschossiges Gebäude zur Herstellung von Schwarzwachs mit 14 Meter hohem Schornstein. Das ursprünglich freistehende Vorderhaus enthielt große Etagenwohnungen um eine zentrale Diele. Der Eingang in einem flachen Vorbau an der Seitenfront. Auf spitz zulaufenden Konsolen ruhende Eck- und Dreieckserker, Eckturm, geschweifter Giebelaufbau mit erhaltener Bekrönung, aufwendig gestaltete Dachhäuschen, Fenster mit gestuftem Gewände und andere Details verleihen dem Bau seinen zum malerischen tendierenden Charakter. LfD/1998/2002 | 09293164 |
|                                         | Mietshaus in geschlossener Bebauung | Prellerstraße 64 (Karte)               | 1900 (Mietshaus)                                                                                     | ursprünglich zu Schloß Drachenfels gehörig, Putzfassade, baugeschichtlich von Bedeutung Ein erster Bauantrag 1896 auf Errichtung eines Doppelhauses und eines viergeschossigen Hofgebäudes wurde nicht genehmigt. Erst ein abgeänderter Plan des Baumeisters Robert Röthig im Auftrag des Maurermeisters Johann Moch vom April 1900 kam zur Ausführung. Von dem ursprünglich neunachsigen Wohnhaus blieben nach Kriegszerstörung noch drei Achsen und die halbzerstörte Eingangsachse erhalten. (Der übrige Teil nach 1995 wiederaufgebaut). Die durch Quaderung abgesetzte Eingangsachse bezeichnete die Hausmitte und war von einem geschwungenen Dachaufbau gekrönt. Im Übrigen war der zerstörte Teil spiegelbildlich zum erhaltenen: mit gotisierenden Vorhangbogenfenstern und dreipassähnlichen Loggienbrüstungen. LfD/1998/2002 | 09293165 |
|                                         | Villa, mit Vorgarten und Garten | Primavesistraße 1 (Karte)              | um 1930 (Villa)                                                                                      | Putzfassade, baugeschichtlich von Bedeutung | 09291133 |
| Direkt Bild zu diesem Denkmal hochladen | Villa mit Einfriedung und Garten | Primavesistraße 6 (Karte)              | 1926–1927 (Villa)                                                                                    | Putzfassade, baugeschichtlich und baukünstlerisch bedeutsam, Zeugnis des individuellen Wohnungsbaus der 1920er Jahre in Leipzig Baumeister Emil Hedel – Inhaber eines Baugeschäfts für Hoch- und Tiefbau – führte 1926/1927 im Auftrag von Studienrat Dr. Hermann Arno Eichhorn einen Wohnhausbau nach Plänen des bauleitenden Architekten R. O. Koppe aus, für die Statik kam Karl Mehner herzu. Auf dem Eckgrundstück Schlößchenweg entstand ein an Neorenaissance und Art déco orientiertes Einfamilienhaus mit Erkern, von welschen Hauben überfangenen Dachhäusern und Terrassen. Prägend sind Fenster mit kleinteiliger Sprossung und hölzernen Klappläden. Die Gediegenheit und Eleganz der Architektur findet in der reizvollen Gartengestaltung ihre Fortsetzung: mit Natursteintreppen, plattenbelegten Wegen und ausgewählter Bepflanzung. Grundrisse der Erbauungszeit zeigen private Wohnräume nebst einem Arbeitszimmer im Obergeschoss, darunter ein Herren-, ein Damen-, ein Speisezimmer neben Garderobe und einer Diele mit Blumenerker, Teile der qualitätvollen Ausstattung sind erhalten. Verändert zeigt sich die Einfriedung zwischen den verputzten und von Rochlitzer Porphyrtuffplatten bedeckten Ziegelpfeilern über Natursteinsockel. Für die Villa sind ein baugeschichtlicher und baukünstlerischer Wert zu konstatieren. LfD/2018 | 09293109 |
|                                         | Einfriedung eines Villengrundstückes | Primavesistraße 7 (Karte)              | um 1925 (Garteneinfriedung)                                                                          | Porphyrquader mit Abdeckung, baugeschichtlich von Bedeutung | 09296854 |
|                                         | Villa mit Einfriedung und Garten | Primavesistraße 8 (Karte)              | 1923–1924 (Villa)                                                                                    | Putzfassade mit Sandsteingliederung, baugeschichtlich von Bedeutung | 09293110 |
|                                         | Doppelwohnhaus in offener Bebauung mit Einfriedung, Vorgarten, Toreinfahrten und Wegepflasterung | Primavesistraße 9; 10 (Karte)          | 1923 (Nummer 10), 1923–1924 (Nummer 9), 1923–1924 (Toreinfahrt)                                      | Putzfassade, baugeschichtlich und ortsentwicklungsgeschichtlich von Bedeutung, Bestandteil des qualitätvollen Gohliser Villenviertels | 09293111 |
| Direkt Bild zu diesem Denkmal hochladen | Mietvilla, mit Garten und Einfriedung | Primavesistraße 11 (Karte)             | 1923 (Mietvilla)                                                                                     | Putzfassade, baugeschichtlich und ortsteilentwicklungsgeschichtlich bedeutsames Villengrundstück | 09293201 |
|                                         | Mietshaus in geschlossener Bebauung, mit Vorgarten und Hofgebäude | Reginenstraße 4 (Karte)                | um 1870 (Mietshaus)                                                                                  | Vorderhaus Putzfassade, Hintergebäude Klinkerfassade, baugeschichtlich von Bedeutung | 09293961 |
|                                         | Mietshaus in geschlossener Bebauung mit Vorgarten | Reginenstraße 6 (Karte)                | 1874 (Mietshaus)                                                                                     | Putzfassade, baugeschichtlich von Bedeutung Vom 4. Mai 1874 datiert der Bauantrag für ein dreigeschossiges Wohnhaus und ein Waschhaus des Maurers und Unternehmers Christian Eduard Mähnert. Bereits Ende Oktober konnten die Wohnungen bezogen werden, wobei auf jeder Etage nur eine vorgesehen war mit drei Stuben, einer Kammer, Küche und Korridor. Toiletten lagen im Treppenhaus. Die Einrichtung einer Schweineschlächterei auf dem Grundstück ist im Zusammenhang mit dem Fleischwarenladen im Erdgeschoss zu sehen. 1883 sollte der 2,26 Meter schmale Durchgang neben dem Haus, die sogenannte Schlippe, geschlossen und ein Hausdurchgang eingerichtet werden. Im Hof entstand 1905 für Kaufmann Emil Kertscher ein Lagergebäude für Eisen- und Kurzwaren durch die Gohliser Maurer- und Zimmermeister Röthig & Hedel. Architekt Curt Laux lieferte für selbigen Bauherren 1911 Pläne eines Geschoss- und Dachaufbaus, die Ausführung übernahm wiederum das Baugeschäft von Robert Röthig und Emil Hedel. Im Jahr 1945 ersetzte zunächst ein Behelfsdach das abgebrannte Dach, bevor im Mai 1949 der Wiederaufbau des Satteldachs beantragt wurde und das Bauvorhaben in veränderter Form 1950 seine Genehmigung erfuhr. Sanierung und Dachausbau erfolgten in den Jahren 2001–2003. Das Gebäude fügt sich in die geschlossene Bebauungsstruktur der Gohliser Ortserweiterung in den sogenannten Gründerjahren ein, zeigt einen Ziegel-Bruchstein-Sockel, einen hohen Hausdurchgang mit Rundbogenschluss und eine verputzte Straßenfront mit einfacher Dekoration. Klar ablesbar ist die Übersetzung des Hauses und der neuere Ausbau des Dachbereichs. Nicht in allen Teilen denkmalgerecht saniert. Baugeschichtlicher Wert. LfD/2014, 2018 | 09299263 |
|                                         | Mietshaus in geschlossener Bebauung und Vorgarten | Reginenstraße 10 (Karte)               | um 1870 (Mietshaus)                                                                                  | mit Hausdurchgang, Putzfassade, baugeschichtlich von Bedeutung | 09299309 |
|                                         | Mietshaus in geschlossener Bebauung in Ecklage mit Vorgarten | Reginenstraße 11 (Karte)               | um 1890 (Mietshaus)                                                                                  | mit Tordurchfahrt, ehemals mit Eckladen, Putzfassade, baugeschichtlich von Bedeutung | 09293963 |
|                                         | Mietshaus in geschlossener Bebauung und Vorgarten | Reginenstraße 12 (Karte)               | um 1870 (Mietshaus)                                                                                  | mit Hausdurchgang, Putzfassade, baugeschichtlich von Bedeutung | 09296994 |
|                                         | Mietshaus in geschlossener Bebauung in Ecklage mit Vorgarten | Reginenstraße 13 (Karte)               | um 1890 (Mietshaus)                                                                                  | mit Tordurchfahrt, ehemals mit Eckladen, Putzfassade, baugeschichtlich von Bedeutung | 09293964 |
|                                         | Mietshaus in geschlossener Bebauung mit Vorgarten | Reginenstraße 15 (Karte)               | um 1885 (Mietshaus)                                                                                  | Tordurchfahrt, Putzfassade, baugeschichtlich von Bedeutung | 09293965 |
|                                         | Mietshaus in geschlossener Bebauung in Ecklage | Reginenstraße 16 (Karte)               | um 1890 (Mietshaus)                                                                                  | mit Laden, Putzfassade, baugeschichtlich von Bedeutung | 09293966 |
|                                         | Mietshaus in geschlossener Bebauung mit Vorgarten | Reginenstraße 18 (Karte)               | um 1890 (Mietshaus)                                                                                  | Tordurchfahrt, Putzfassade, baugeschichtlich von Bedeutung | 09296995 |
|                                         | Mietshaus in geschlossener Bebauung mit Vorgarten | Reginenstraße 19 (Karte)               | um 1890 (Mietshaus)                                                                                  | Putzfassade, baugeschichtlich von Bedeutung | 09293967 |
|                                         | Mietshaus in geschlossener Bebauung mit Vorgarten | Reginenstraße 20 (Karte)               | um 1890 (Mietshaus)                                                                                  | mit Tordurchfahrt, Putzfassade, baugeschichtlich von Bedeutung | 09296996 |
|                                         | Mietshaus in geschlossener Bebauung mit Vorgarten | Reginenstraße 21 (Karte)               | um 1885 (Mietshaus)                                                                                  | Putzfassade, erlesen dekorierter Gründerzeitbau mit stadtbaugeschichtlicher und bauhistorischer Wertigkeit | 09293968 |
|                                         | Mietshaus in geschlossener Bebauung mit Einfriedung und Vorgarten | Reginenstraße 22 (Karte)               | um 1890 (Mietshaus)                                                                                  | mit Tordurchfahrt, Klinkerfassade, baugeschichtlich von Bedeutung | 09293969 |
|                                         | Mietshaus in geschlossener Bebauung in Ecklage mit Vorgarten | Reginenstraße 23 (Karte)               | um 1885 (Mietshaus)                                                                                  | ehemals mit Eckladen, Putzfassade, baugeschichtlich von Bedeutung | 09296997 |
|                                         | Mietshaus in geschlossener Bebauung in Ecklage mit Einfriedung und Vorgarten | Reginenstraße 24 (Karte)               | um 1890 (Mietshaus)                                                                                  | Klinkerfassade, baugeschichtlich von Bedeutung | 09293970 |
|                                         | Doppelwohnhaus (mit Ehrensteinstraße 29) in offener Bebauung, mit Garten und Vorgarten, Garage, Einfriedung und Toreinfahrt                                                                              | Richterstraße 10 (Karte)               | 1924–1926 (Hälfte eines Doppelwohnhauses)                                                            | Putzfassade, Haustür mit Bronzereliefs, erbaut für Kaufmann Dr. Max Kuhn, Mitbegründer des Musikverlages Lauterbach & Kuhn sowie Besitzer des Messehauses »Drei Könige« mit dem dazugehörigen Kaffeehaus, baugeschichtlich und personengeschichtlich von Bedeutung Richterstraße 10 und Ehrensteinstraße 29: 1924 stellten der Architekt Wilhelm Halpaap und Dr. Max Kuhn den Antrag auf Bau eines Doppelhauses. Die Pläne sind von Dipl. Ing. J. Nebel, München, gezeichnet. Das zweigeschossige Haus auf langgestrecktem Rechteckgrundriß wendet sich mit seiner längeren Fassade zur Ehrensteinstraße, die Seitenfront und der Garten in zeittypischer architektonischer Terrassengestaltung sind zur Richterstraße gewandt. Beide Hausteile, jeweils durch Eingangsvorbauten an den Schmalseiten zugänglich, enthielten nur je eine, durch eine zweigeschossige Diele erschlossene Wohnung, und waren zum Garten hin mit Loggia im Obergeschoss und Terrasse geöffnet, die durch eine Glaswand vom Esszimmer getrennt waren. (Noch 1956 war hier eine figürliche Bemalung im Art-deco-Stil erhalten). Die Eingangstür zur Richterstraße besitzt ein kunstvoll geschmiedetes Gitter und ein qualitätvolles figürliches Gusssteinrelief in Art-deco-Formen über dem Sturz. Auch die spitzgiebelig gebrochenen Verdachungen der Fenster und die spitzen Giebel der Dachhäuser sind Charakteristika dieser Zeit. Eine kleinteilige Fenstersprossung und Klappläden sind Gestaltungselemente, die der im Übrigen betont schlichten, langgestreckten Rechteckfassade Leben verleihen. LfD/1998/2002 | 09293010 |
|                                         | Mietshaus in offener Bebauung, mit Vorgarten und Pflaster | Richterstraße 12 (Karte)               | 1889 (Mietshaus)                                                                                     | Klinker-Sandstein-Fassade, baugeschichtlich von Bedeutung | 09293012 |
|                                         | Doppelmietshaus einer Wohnanlage, mit Vorgarten | Richterstraße 13; 13a (Karte)          | 1938 (Doppelmietshaus)                                                                               | siehe auch Ehrensteinstraße 11–23 und Gohliser Straße 22, Putzfassade, baugeschichtlich von Bedeutung Wohnanlage zwischen Gohliser Straße und Richterstraße. Das 1936 und 1937 erarbeitete Projekt für eine Wohnanlage an der Stelle des ehemaligen Exerzierhauses sah jeweils zwei Eckbauten zur Gohliser bzw. Richterstraße vor und – hinter einer Belüftungslücke – einen zusammenhängenden Block mit 5 Eingängen (13, 15, 17, 19, 21). Bauherren waren die Inhaber der Zylinderschleiferei und Kolbenfabrik Heinrich Bastert und Gustav Wienstroth. Die Pläne schuf der Architekt Fritz Riemann. Vorgesehen waren Drei- und Vierzimmerwohnungen unterschiedlicher Größe sowie Läden in den Eckbauten. Gestalterisch sind die beiden Eckbauten durch halbrunde Erker und Eckläden mit Eingängen, in Naturstein-Rahmung hervorgehoben. Ansonsten erscheinen die Bauten im schlichten Stil der dreißiger Jahre: ein Sockel aus Theumaer Naturstein im typischen Schichtstein-Mauerwerk zieht sich auch um die Eingänge mit rustikalen Eichentüren. Eine räumliche Gliederung der Reihe wird durch zwei erkerartige Vorlagen angedeutet, in denen die Fensterachsen durch Gesimse verbunden sind. Mit Ehrensteinstraße 21 und 23 sowie Richterstraße 13/13a für Fabrikant Wilhelm Spilker war die Wohnanlage 1938 vollendet. LfD/1998/2002 | 09293013 |
| Weitere Bilder                          | Mietvilla mit Vorgarten, Garten und Gartenpavillon sowie Einfriedung | Richterstraße 16 (Karte)               | 1868, im Kern (Mietvilla)                                                                            | Putzfassade, eisernes Haustor, baugeschichtlich von Bedeutung | 09293015 |
|                                         | Mietshaus in offener Bebauung mit Einfriedung und Vorgarten | Richterstraße 23 (Karte)               | 1889 (Mietshaus)                                                                                     | Putzfassade, baugeschichtlich von Bedeutung | 09293016 |
|                                         | Mietshaus in halboffener Bebauung in Ecklage, mit Einfriedung, Vorgarten und Pflaster | Richterstraße 25 (Karte)               | 1901 (Mietshaus)                                                                                     | Putz-Sandstein-Fassade, baugeschichtlich von Bedeutung | 09293011 |
|                                         | Mietshaus in geschlossener Bebauung in Ecklage | Sasstraße 1 (Karte)                    | 1875/1880 (Mietshaus)                                                                                | ehemals mit Eckladen, Putzfassade, baugeschichtlich von Bedeutung | 09294000 |
|                                         | Mietshaus in geschlossener Bebauung in Ecklage und Vorgarten | Sasstraße 2 (Karte)                    | 1887 (Mietshaus)                                                                                     | mit Eckladen, Putzfassade, baugeschichtlich von Bedeutung | 09294001 |
|                                         | Mietshaus in geschlossener Bebauung in Ecklage und Vorgarten | Sasstraße 4 (Karte)                    | 1886 (Mietshaus)                                                                                     | ehemals mit Laden, Putzfassade, baugeschichtlich von Bedeutung | 09294002 |
|                                         | Mietshaus in halboffener Bebauung in Ecklage | Sasstraße 7 (Karte)                    | um 1920 (Mietshaus)                                                                                  | mit Laden, Putzfassade, baugeschichtlich von Bedeutung | 09299418 |
|                                         | Doppelmietshaus in halboffener Bebauung, sowie Toreinfahrt und Grünfläche | Sasstraße 8; 10 (Karte)                | 1927, bezeichnet 1929 (Doppelmietshaus)                                                              | Putzfassade, zur Wohnanlage Georg-Schumann-Straße 52, 54, 56, 56 a–c gehörend, baugeschichtlich von Bedeutung Auf dem Areal der Gohliser Flur befanden sich im 19. Jahrhundert Gärtnereien, unter anderem ließ Gärtner Ferdinand Otto Jähnich 1860 ein neues Wohnhaus mit integriertem Gewächshaus erbauen. Später waren an der Leipziger Ausfallstraße Richtung Halle der Kunst- und Handelsgärtner Gustav Jänich, an der Ecke Gärtner Karl Friedrich Jahn Grundstücksbesitzer. Erst 1927, nachdem der Bauverein zur Beschaffung preiswerter Wohnungen in Leipzig eGmbH die Flurstücke 306, 307, 308e erworben hatte, gelangte ein Vorprojekt zur Neubebauung des Geländes mit mehrgeschossigen Gebäuden für insgesamt 70 Wohnungen zur Einreichung. Entwürfe fertigte der Architekt Max Schönfeld, der später auch neue Pläne für den Bauantrag vorlegte, die statischen Berechnungen und die Bauleitung übernahm. Gebaut werden konnte auf tragfähig gewachsenem Lehmboden, die Genehmigung für fünf viergeschossige und drei fünfgeschossige Wohngebäude wurde am 8. Februar 1929 erteilt. Bereits Ende des Jahres erfolgten für alle Häuser die abschließenden behördlichen Prüfungen. Ein Kraftwagengebäude kam nicht zur Ausführung, jedoch ein übers Eck eingeordneter, eingeschossiger Ladenbau. Dieser brannte im Krieg aus, konnte durch die Bauabteilung der Baugenossenschaft aber bereits 1949 bis 1952 wieder hergerichtet werden. Auch Sasstraße 8 war beschädigt und besaß bis 1956 ein Notdach. Sehr wirkungsvoll zeigt sich die mit hellem Verputz über Muschelkalksteinsockel versehene Mietshausgruppe im Stadtraum, in präsenter Ecklage. Eine Hofsituation entstand mit Grünflächengestaltung durch die in die Grundstückstiefe zurückspringenden Fronten und den im Winkel an der Straßenecke errichteten Ladenbau, in dem über Jahrzehnte Einzelhandelsgeschäfte des Konsum Leipzig zu finden waren. Die Schaufronten der Wohnbauten zeigen eine strenge horizontale Gliederung durch Bänder und Gesimse, Auflockerungen in Form der dreieckig aus der Fassade vorstehenden Treppenhäuser und einer teilweise recht individuell gestalteten Portalsituation der Hauseingänge, unter anderem Georg-Schumann-Straße 56, aufwendiger noch bei 52 und 54. Stark ausgeprägt ist die Geschäftsfront an der Georg-Schumann-Straße, so dass der hier verwendete Muschelkalkstein zur Verkleidung des Erdgeschosses kaum Wahrnehmung findet. Mit Muschelkalksteinplatten ist zudem der Sockel der Ladenzone straßenseitig und seitlich verkleidet, während rückwärtig Klinkermauerwerk über einer Granitschwelle sichtbar ist. Die baumbestandene Rasenfläche ist mit einer geschnittenen Hecke gefasst. Insgesamt zeigt sich die sanierte Baugruppe als hervorragendes Beispiel der Architektur im Übergang vom Art déco zur Architektur der 1930er Jahre. Eine historische Besonderheit auf dem früheren Eckgrundstück der Flurnummer 306 war 1927 die öffentliche Vorführung von Lichtreklame, teils auch mit bewegten Bildern. Zu diesem Behufe wurde über Eck eine Leinwandkonstruktion aufgestellt und die Bildfläche von hinten durch einen in ein leerstehendes Stallgebäude zur Aufstellung gebrachten Kinoapparat bespielt. Für die Mietshausgruppe besteht eine baugeschichtliche und architektonisch-künstlerische Bedeutung. LfD/2019 | 09293939 |
| Weitere Bilder                          | Postgebäude in offener Bebauung mit vorgelagerter Treppenanlage und Anschlagpfeiler der Toreinfahrt | Sasstraße 12 (Karte)                   | 1926 (Post)                                                                                          | Putzbau mit Art-déco-Dekor, Keramikarbeiten am Türgewände und im Innenraum, baugeschichtlich und künstlerisch von Bedeutung | 09293915 |
|                                         | Mietshaus in offener Bebauung mit seitlicher Einfriedung | Sasstraße 22 (Karte)                   | 1904 (Mietshaus)                                                                                     | Putzfassade, baugeschichtlich von Bedeutung | 09293913 |
|                                         | Wohnhaus in offener Bebauung | Sasstraße 24 (Karte)                   | 1882 (Wohnhaus)                                                                                      | historisierende Putzfassade mit auffällig hohem Erdgeschoss, prägnantem Gurtgesims und durch Traufgesims abgesetztem Giebel, baugeschichtlich von Bedeutung In spätklassizistischer Manier präsentiert sich das freistehende, 1882 errichtete Wohnhaus für Handelsgärtner und Gärtnereibesitzer Friedrich Wilhelm Lehmann, der Maurermeister Robert Schlieder für Entwurf und Ausführung entlohnte. Die Bauakte setzt bereits 1878 mit dem bis 1879 dauernden Wiederaufbau eines alten Bahnwärterhauses der Thüringer Eisenbahn als Waschhaus und Arbeitsraum ein. Ein Konzessionsgesuch für einen neuerlichen Wohnhausneubau 1899 wurde abgelehnt. Das traufständig mit drei Achsen zur Straße weisende Gebäude mit Putzfassade über hohem Ziegelsockel, Sandsteinsohlbänken und Stuckzier. Im Parterre ehemals zwei Stuben, Kammer, Küche nebst Vorplatz, darüber zwei Stuben, drei Kammern sowie im Souterrain Holz- und Kohlenkeller, Privét, Wirtschaftskeller, Gehilfenstube und -kammer. Erschlossen wird das kleine repräsentative Haus über die rechte, zweiachsige Giebelseite. Sanierungsarbeiten vor 1996. Baugeschichtliche und ortsteilentwicklungsgeschichtliche Bedeutung, Zeugnis der Bebauungsstruktur vor dem Boom der Mietshausquartierentwicklung und Dokument der Gohliser Handwerksgeschichte. LfD/2012 | 09293914 |
|                                         | Handschwengelpumpe mit Brunnenschacht und Abdeckplatte | Schachtstraße (Karte)                  | 1906 (Handschwengelpumpe)                                                                            | Typ Delphin, ortsgeschichtlich von Bedeutung | 09294851 |
|                                         | Mietshaus in geschlossener Bebauung mit Vorgarten | Schachtstraße 1 (Karte)                | um 1895 (Mietshaus)                                                                                  | Klinkerfassade, Stuckkehle im Eingangsbereich, baugeschichtlich von Bedeutung | 09292734 |
|                                         | Mietshaus in geschlossener Bebauung und Vorgarten | Schachtstraße 2 (Karte)                | 1889–1891 (Mietshaus), 1891 (Vorgarten)                                                              | mit Hausdurchgang, Putzfassade, Mezzaningeschoss, baugeschichtlich und ortsentwicklungsgeschichtlich von Bedeutung Zunächst gedachten die Zimmerleute Franz Schmidt und Adolph Richter ein Wohnhaus und ein Hintergebäude auf dem Grundstück zu errichten (das benachbarte Eckgrundstück gehörte ebenfalls ihnen), die wohl von Maurermeister Wilhelm Germanus 1889 gefertigten Pläne kamen jedoch nicht zur Ausführung. 1891 reichte Gustav Franz Friedrich aus Gohlis ein neues Gesuch mit neuen Zeichnungen ein, für die der Architekt W. Dathan anzusprechen ist. Das als Zweispänner konzipierte Haus besaß im Erdgeschoss eine Durchfahrt und konnte im gleichen Jahr unter Mitarbeit des Zimmermeisters Karl Göldner fertig gestellt werden. Unmittelbar nach Schlussprüfung im September 1891 gelangten die Anlage des Vorgartens und die Errichtung eines Staketenzaunes als Einfriedung zur Beantragung. Wie beim benachbarten Eckhaus zur Hallischen Straße war für das Dach Schieferdeckung vorgesehen. Mehrfach umgebaut wurde das Hintergebäude, das viele Jahre als Kleiderreinigung und Färberei diente. In den Jahren 1997 bis 1998 erfolgten Sanierung, Dachausbau und Balkonanbau am Vorderhaus. Über einem sichtbelassenen Mauerwerksockel erhebt sich die komplett verputzte Historismusfassade des mit nur sechs Achsen recht schmalen Hauses. Nutungen, ein Stockgesims, Stuck in den Fensterverdachungen sowie eine reiche Gliederung der Traufzone geben dem Gebäude ein bauzeittypisches Aussehen. Das Gebäude dokumentiert die Gohliser Ortserweiterung und besitzt einen baugeschichtlichen Wert. LfD/2017, 2018 | 09296962 |
|                                         | Mietshaus in geschlossener Bebauung und Hofgebäude | Schachtstraße 3 (Karte)                | um 1895 (Mietshaus)                                                                                  | Vorderhaus mit Tordurchfahrt, Klinkerfassade mit Sandsteingliederung, Holzpaneele, baugeschichtlich von Bedeutung | 09293676 |
|                                         | Mietshaus in geschlossener Bebauung mit Vorgarten | Schachtstraße 5 (Karte)                | um 1895 (Mietshaus)                                                                                  | mit Tordurchfahrt, Klinkerfassade mit Sandsteingliederung, baugeschichtlich von Bedeutung | 09293680 |
|                                         | Mietshaus in geschlossener Bebauung | Schachtstraße 6 (Karte)                | um 1890 (Mietshaus)                                                                                  | mit Tordurchfahrt, Putzfassade mit Sandsteingliederung, baugeschichtlich von Bedeutung | 09293683 |
|                                         | Mietshaus in geschlossener Bebauung mit Vorgarten | Schachtstraße 7 (Karte)                | um 1895 (Mietshaus)                                                                                  | Tordurchfahrt, Klinkerfassade mit Sandsteingliederung, Mezzaningeschoss, Holzpaneele in der Tordurchfahrt, baugeschichtlich von Bedeutung | 09293687 |
|                                         | Mietshaus in geschlossener Bebauung mit Vorgarten | Schachtstraße 8 (Karte)                | um 1895 (Mietshaus)                                                                                  | historisierende Klinkerfassade mit Mezzaningeschoss, Tordurchfahrt, baugeschichtlich von Bedeutung | 09293688 |
|                                         | Mietshaus in geschlossener Bebauung mit Vorgarten | Schachtstraße 9 (Karte)                | um 1895 (Mietshaus)                                                                                  | Tordurchfahrt, Klinkerfassade, Holzpaneele in der Tordurchfahrt, baugeschichtlich von Bedeutung | 09294309 |
|                                         | Mietshaus in geschlossener Bebauung mit Vorgarten | Schachtstraße 10 (Karte)               | um 1890 (Mietshaus)                                                                                  | Tordurchfahrt, Putzfassade, baugeschichtlich von Bedeutung | 09294310 |
|                                         | Mietshaus in geschlossener Bebauung mit Vorgarten | Schachtstraße 11 (Karte)               | um 1895 (Mietshaus)                                                                                  | Tordurchfahrt, Laden, Klinkerfassade, Holzpaneele in der Tordurchfahrt, baugeschichtlich von Bedeutung | 09294311 |
|                                         | Mietshaus in geschlossener Bebauung mit Vorgarten | Schachtstraße 12 (Karte)               | um 1895 (Mietshaus)                                                                                  | Tordurchfahrt, Laden, Klinkerfassade mit Sandsteingliederung, baugeschichtlich von Bedeutung | 09294312 |
|                                         | Mietshaus in geschlossener Bebauung in Ecklage mit Vorgarten | Schachtstraße 13 (Karte)               | um 1895 (Mietshaus)                                                                                  | ehemals mit Laden, Klinkerfassade, baugeschichtlich von Bedeutung | 09294313 |
|                                         | Mietshaus in geschlossener Bebauung in Ecklage mit Vorgarten | Schachtstraße 14 (Karte)               | um 1885 (Mietshaus)                                                                                  | Eckladen, Klinkerfassade, baugeschichtlich von Bedeutung | 09296963 |
|                                         | Mietshaus in halboffener Bebauung in Ecklage mit Vorgarten | Schachtstraße 16 (Karte)               | 1912–1913 (Mietshaus)                                                                                | Putzfassade, durch Gurtgesimse horizontal gegliedert, Schabracken, das Gebäude ist eines der wenigen Reformstilmietshäuser im Viertel, besitzt einen baugeschichtlichen Wert Im Jahr 1909 war die Erklärung über die Ausführung von zwei Gebäuden nach einheitlichem Plan unterzeichnet worden – die Ansichten der fertigen Häuser Schachtstraße 16 und Cöthner Straße 48 zeigen jedoch ein anderes Ergebnis. Das Haus an der Cöthner Straße entstand 1909 bis 1910, das Nachbarhaus jedoch gelangte erst 1912 zur Beantragung. Architekt F. Otto Gerstenberger aus Lindenau fertigte für Kaufmann Arthur Scheibe die Planzeichnungen, die zum 28. Juni 1912 behördliche Genehmigung erhielten. Für Ausführung und Bauleitung des Eckgebäudes konnte das Baugeschäft Paul Göpel unter vertragliche Bindung genommen werden. Doch erst die folgenden Grundstücksbesitzer, Glasermeister Friedrich Wilhelm Schmidt in Gautzsch und der Stötteritzer Privatmann Robert Ernst Emil Kießhauer führten den Bau bis zur Rohbauprüfung. Gebaut wurde auf tragfähigem Lehmboden, doch am 15. Juli 1913 fand die Zwangsversteigerung des Eckgrundstückes statt. Ersteher war Tischlermeister Emil Richard Müller aus Lindenau, der die Bausache Schachtstraße 16 noch im gleichen Jahr zum Abschluss brachte. Genannt ist zudem der Gohliser Cigarrenhändler Friedrich Max Berger. Vom August 1986 datiert das Bestätigungsblatt über Funktionsbereichs-Modernisierungsmapnahmen, aus dem Jahr 1994 ein Antrag auf Abgeschlossenheiten und für 1998 der Antrag auf Sanierung, Dachausbau, Balkonerneuerung. Zum Jahresausklang 1999 war letzteres Vorhaben abgeschlossen. Schlicht und zurückgenommen zeigt sich der dreigeschossige Reformstilbau auf dem Eckgrundstück zur Cöthner Straße mit an den beiden Schaufronten situiertem Vorgarten nebst Einfriedung. Gestaltungselemente sind zwei als zweiachsige Risalite aufzufassende Standerker, in allen Geschossen durchgezogene profilierte Sohlbankgesimse und die gestanzten metallenen Jalousieblenden (Nachbildungen) der Fenster der Straßenseiten, der Hauseingang liegt rückseitig. Das Gebäude ist eines der wenigen Reformstilmietshäuser im Viertel, besitzt einen baugeschichtlichen Wert. LfD/2019 | 09294693 |
|                                         | Einfriedung und Pforte eines Grundstückes | Schillerweg 3 (Karte)                  | um 1885 (Einfriedung)                                                                                | Pforte mit Sandsteinpfeilern, Einfriedung als eiserner Zaun, ortsgeschichtlich von Bedeutung | 09298019 |
|                                         | Wohnhaus in offener Bebauung, mit Einfriedung und Garten | Schillerweg 6 (Karte)                  | 1830er Jahre, später überformt (Wohnhaus)                                                            | vermutlich Fachwerk verputzt, baugeschichtlich und ortsentwicklungsgeschichtlich von Bedeutung Das zweigeschossiges Wohnhaus entspricht dem Typ wie sie in den 1830er Jahren ortsüblich entstanden: Zweigeschossig mit profilierten Gesimsen, einem Zwerchhaus mit Dreiecksgiebel und Halbrundfenster. Ursprünglich nur siebenachsig, ist 1874 der Anbau einer zusätzlichen Achse und der Ausbau zusätzlicher Gaupen durch den Kaufmann Grünhalt belegt. Das Haus enthielt zu dieser Zeit zwei ungleich große Wohnungen pro Etage, die größere mit zwei Stuben nach vorn, flankiert von einer einfenstrigen Kammer. Der Eingang lag ursprünglich an der Rückseite. Neben dem Vorsaal je eine Küche und querrechteckige Kammer, ein Korridor teilte das Haus in der Länge. Die Aborte waren 1884 zusammen mit dem Waschhaus in einem Hofgebäude untergebracht. Im Hof befand sich auch der Brunnen und Stallgebäude. Der Vorgarten mit Sandsteinpfosten und schlichtem eisernem Gitter. 1884 gehörte das Haus einem Buchbindermeister aus Leipzig. LfD/1998/2002 | 09294234 |
| Direkt Bild zu diesem Denkmal hochladen | Wohnhaus in offener Bebauung, Garten und Einfriedung | Schillerweg 8 (Karte)                  | um 1840 (Wohnhaus)                                                                                   | vermutlich Fachwerk, baugeschichtlich von Bedeutung Ursprünglich Lindenthaler Straße 1a. Erst durch den Bau der AWG-Wohnungen an der Berggartenstraße 1962 wurde die ursprünglich bis zum Schillerweg durchgehende Lindenthaler Straße (vorher Böttcherstraße) abgetrennt, als schmale „Schlippe“ neben dem Haus existiert sie noch heute. Der erste Antrag auf Bau eines Landhauses vom Gutsbesitzer Christian Gottlieb Denhardt datiert vom Jahr 1832 und wurde bis 1837 von der Gemeindeverwaltung abgelehnt. Das wohl kurz danach entstandene Haus zeigt wiederum den ortsüblichen Typ aus den 1830/1840er Jahren: ein biedermeierliches zweigeschossiges Wohnhaus mit Gurtgesims, flachem dreiachsigen Mittelrisalit, Zwerchhaus mit Dreiecksgiebel und Ochsenauge. Einen anspruchsvolleren Charakter erhält es durch die rundbogigen Fenster im Erdgeschoss. Es enthielt je eine Wohnung pro Etage, mit drei Haupträumen nach vorn, hinter dem Querkorridor Küche und Kammern. 1894 wurde das rückseitige Treppenhaus durch einen tiefen Anbau verändert. Aus dieser Zeit stammt wohl noch die eiserne Einfriedung. LfD/1998/2002 | 09294235 |
| Direkt Bild zu diesem Denkmal hochladen | Villa mit Villengarten und Einfriedung | Schillerweg 14 (Karte)                 | 1838 (Villa), um 1880 (Einfriedung)                                                                  | im Grundstück zurückgesetzte Villa mit teilweise originaler Ausstattung, Einfriedung Eisenzaun mit Sandsteinpfeilern, Garten mit Resten der gründerzeitlichen Gestaltung und altem Baumbestand um eine zentrale Wiesenfläche und umlaufendem Weg, baugeschichtlich von Bedeutung 1837 Konzession für Friederike Wilhelmine Streffer auf Bau eines Wohnhauses. Das zweigeschossige Haus ist weit von der Straßenflucht, in die Mitte des zur Erbauungszeit bis zur Berggartenstraße reichenden Gartengrundstücks zurückgesetzt. Die symmetrische Achsengliederung 1-3-1, des Mitteleinganges, die querrechteckigen Putzfelder unter den Sohlbänken der drei Mittelachsen des Obergeschosses und das Gurtgesims charakterisieren den schlichten Biedermeierbau. 1870 ist der Anbau eines eingeschossigen Salons aktenkundig, was auf die Nutzung als bürgerliches Landhaus deutet. Die Einfriedung, eiserner Zaun zwischen hohen Sandsteinpfeilern, wohl vom Ende des 19. Jahrhunderts. LfD/1998/2002 | 09298021 |
|                                         | Villa mit Einfriedung, Vorgarten und Garten | Schillerweg 16 (Karte)                 | 1858 (Villa)                                                                                         | Putzfassade, Stuck im Eingangsbereich, mit rückseitigem Anbau, baugeschichtlich von Bedeutung Anstelle eines 1838 errichteten straßentypischen zweigeschossigen Hauses mit Zwerchhaus ließ der Kaufmann Friedrich Koch nach Plänen des Leipziger Architekten Oskar Mothes 1858 ein villenartiges Wohnhaus erbauen. Das zweigeschossige Gebäude besitzt zur Straßenseite einen polygonalen Erker, der in der Dachzone von einem zierlichen Dachhäuschen mit akroteriengekröntem Dreiecksgiebel und seitlichen Voluten überragt wird. Unter dem stark vorkragendem flachen Walmdach ist der Drempel durch barockisierende Öffnungen und hölzerne Konsolen als Schmuckzone gestaltet. Ein profiliertes Gesims teilt den Baukörper in der Mitte, an der Seitenfront ist im Obergeschoss ein Medaillon mit Engelsfigur eingefügt. Die Rückseite besitzt einen tiefen Risalit in dem sich der von einem Vordach auf schlanken eisernen Säulchen überdeckte Eingang befindet und an den zu beiden Seiten Vorbauten als Wintergarten bzw. Erker mit Balkon stoßen. Nach 1879 veranlasste der Leipziger Rechtsanwalt Leberecht Scheuffler Umbauten, die vor allem die Erdgeschosszone veränderten. Statt der wie im Obergeschoss gestalteten Segmentbögen erhielten die Fenster gerade Abschlüsse und aufgeputzte Sohlbankfelder. LfD/1998/2002 | 09294236 |
|                                         | Wohnhaus in offener Bebauung, mit Einfriedung, Vorgarten und Garten | Schillerweg 17 (Karte)                 | 1858 (Wohnhaus)                                                                                      | Putzfassade, rückwärtige Veranda, baugeschichtlich von Bedeutung Im März 1875 beantragt der Bankier Heinrich Pückert den Bau einer verbindenden „Kolonnade“ zwischen seinen beiden Wohnhäusern (heute Nummer 17 und 19). Die Zeichnung zeigt beide Häuser vom ortsüblichen Typ: fünf- bzw. sechsachsig mit Zwerchhaus, Mitteleingang und profiliertem Gurtgesims, Nummer 17 hat sich in dieser Form erhalten. Es wirkt anspruchsvoller als seine Nachbarn durch die profilierten Fensterverdachungen im Erdgeschoss und ein Mezzaningeschoss mit mehrteiligen Fenstern. Eine Aufschrift im Giebel zeigt das Baujahr 1858 an, jedoch finden sich beide Häuser bereits auf einer Gohliser Flurkarte von 1842 eingezeichnet. 1858 dürfte sich daher auf einen Umbau, vielleicht die „Übersetzung“ durch das Mezzaningeschoss beziehen, wie ihn Pückert 1865 an seinem benachbarten Haus Nummer 19 vornahm.1884 erfolgte – als wohl frühestes im ländlichen Gohlis – der Einbau eines „water-closets“ für den Kaufmann Schroeder, der 1893 auch einen Umbau durch den Architekten Max Bösenberg vornehmen ließ, bei dem die Wohnräume an die Gartenseite nach Süden verlegt und durch einen Erker erweitert wurden, während Küche und Speisekammern an die Straßenseite gelegt wurden. Ein Eingangsvorbau an der östlichen Giebelseite führte zum Treppenhaus mit geschwungenem Treppenlauf. Weitere Umbauten, so der Anbau einer Veranda mit Balkon an der Rückseite und der Ausbau des Dachgeschosses erfolgten 1909 durch Anton Käppler für den Bankdirektor Theodor Walther. LfD/1998/2002 | 09294237 |
|                                         | Villa in halboffener Bebauung, mit Einfriedung und Villengarten | Schillerweg 18 (Karte)                 | 1922–1923 (Villa)                                                                                    | Putzfassade, Mansarddach, Villa benannt nach der Rauchwarenhändlerfamilie Goldberg, baugeschichtlich von Bedeutung Auf dem vorderen Teil des großen, ursprünglich dem Leipziger Buchhändler Friedrich Volckmar gehörenden Grundstücks, das die heutigen Nummern 18, 24 und 28 umfasste, errichtete der Leipziger Architekt Gustav Pflaume 1922/1923 ein Wohnhaus. Die Villa auf Rechteckgrundriss mit ausgebautem Mansard/Walmdach und nach Osten gerichteter Hauptansicht, die Rückseite schließt an das Eckgebäude Nummer 20 an. Bestimmendes Element sind im Hauptgeschoss die großen rundbogigen Fenster, die durch kannelierte Lisenen getrennt sind und in den Sohlbänken die typischen Schmuckformen der neoklassizistischen Bauten um 1910 besitzen. Ein Erker mit gequaderten Kanten, hinter dem sich im Mansarddach eine Loggia öffnet, gliedert die Schauseite. Der Eingang an der Südseite führte zur großen Diele, diese zum Musikzimmer an der Ostseite, verbunden mit einer geschlossenen Eckveranda. LfD/1998/2002 | 09294238 |
|                                         | Wohnhaus in offener Bebauung, mit Einfriedung, Vorgarten und Garten | Schillerweg 19 (Karte)                 | 1. Hälfte 19. Jh. (Wohnhaus)                                                                         | verputzter Fachwerkbau, Wohnhaus der Familie Gustav Wustmann, baugeschichtlich von Bedeutung Januar 1865 Antrag zur „Übersetzung“ seines Hauses durch Bankier Heinrich Pückert. Gemeint war damit wohl das Mezzanin, das wie beim ebenfalls Pückert gehörenden Nachbarhaus Nummer 17 mit kleinen, dreiteiligen Fenstern versehen wurde. Die Zeichnung zeigt ansonsten einen biedermeierlichen Haustyp wie Nr 17 mit flachem Mittelrisalit, Gurtgesims und Zwerchhaus und ohne die Holzverschalung, die wahrscheinlich ein Ergebnis des Umbaus durch Emil Franz Hänsel ist, der 1911 im Auftrag des Leipziger Kaufmanns Paul Schmutzler erfolgte. Aus der gleichen Zeit dürften auch die Fensterverdachungen mit Konsolen stammen, die neben den Beletagefenstern auch die Mittelachse des Erdgeschosses zieren und hier mit einem Feston geschmückt sind. Zu diesem neoklassizistischen Umbau gehörten auch farblich sich abhebende Klappläden in den Obergeschossen. LfD/1998/2002 | 09294239 |
|                                         | Mietshaus in halboffener Bebauung in Ecklage | Schillerweg 20 (Karte)                 | um 1875 (Mietshaus)                                                                                  | schlichte Putzfassade mit Gurtgesimsen und unterlegten Sohlbänken, baugeschichtlich von Bedeutung | 09299431 |
|                                         | Villa mit Garten | Schillerweg 23 (Karte)                 | 19. Jh. (Villa)                                                                                      | zwei Zimmerdecken im Inneren von besonderem Interesse, Putzfassade mit langgestreckten Fenstern, Austritt im 1. Obergeschoss und Fensterläden, baugeschichtlich von Bedeutung Das Wohnhaus, nach mehreren Umbauten aus einem Biedermeierhaus hervorgegangen, heute verändert. Aus dem Umbau von 1879 für den Leipziger Kaufmann Adolph Heym stammt die bei der Sanierung entdeckte Wandmalerei im Arabesken-Stil und die Holzvertäfelung der Decke des ehemaligen Salons. LfD/1998/2002 | 09292789 |
| Direkt Bild zu diesem Denkmal hochladen | Wohnhaus in offener Bebauung | Schillerweg 24 (Karte)                 | 1. Hälfte 19. Jh. (Wohnhaus)                                                                         | Putzfassade, Gebäude gehört zum reicheren Typ der biedermeierlich- klassizistischen Landhäuser, baugeschichtlich von Bedeutung Oktober 1864 Antrag des Maurermeisters Wilhelm Heintze auf Anbau eines Seitenflügels an das Wohnhaus des Buchhändlers Friedrich Volckmar. Das quer dazu mit der Längsfront zur damaligen Lindenstraße stehende Wohnhaus, zweigeschossig, mit Putzquaderung im Erdgeschoss, Gurtgesims und geradlinigen Fensterverdachungen im Hauptgeschoss, gehört zum reicheren Typ der biedermeierlich-klassizistischen Landhäuser, die sich das wohlhabende Leipziger Bürgertum vor der Jahrhundertmitte in Gohlis bauen ließ. Der dreigeschossige Seitenflügel (heute verändert), enthielt im Erdgeschoss einen Brunnenraum sowie Badestube, Waschhaus und Hühnerstall. LfD/1998/2002 | 09297794 |
| Direkt Bild zu diesem Denkmal hochladen | Einfriedung und Gartenteil eines ursprünglichen Villengrundstücks | Schillerweg 25 (Karte)                 | um 1895 (Garteneinfriedung)                                                                          | ortsentwicklungsgeschichtlich von Bedeutung Unbebautes Grundstück, nur Eisenzaun zwischen Sandsteinpfosten, Ende 19. Jahrhundert, erhalten. LfD/1998/2002 | 09297793 |
|                                         | Wohnhaus in halboffener Bebauung | Schillerweg 26 (Karte)                 | 1860 (Wohnhaus)                                                                                      | schlichte Putzfassade, Satteldach, baugeschichtlich von Bedeutung Juli 1860 Antrag des Maurermeisters H. M. Kornagel zu einem dreigeschossigen Neubau für Christian Winckler vor dessen altem Haus. Vorgesehen waren pro Geschoss zwei „Logis“ mit je drei Stuben, zwei Kammern, zwei Küchen, und Vorsaal. Ausgeführt wurde das ländliche Mietshaus nur zweigeschossig, ein Gurtgesims in Sohlbankhöhe ist wie das Schlussgesims mit Zahnschnittfries unterlegt. LfD 1998/2002 | 09294240 |
|                                         | Mietshaus in halboffener Bebauung | Schillerweg 27 (Karte)                 | 1880er Jahre (Mietshaus)                                                                             | historisierende Klinkerfassade mit profilierten Fenstergewänden und Schmuckreliefen, Balkonen und Konsolfries, baugeschichtlich von Bedeutung An der Eckbiegung zur ehemaligen Lindenstraße, mit dem Südgiebel zum Restaurantgarten des „Kaiser Friedrich“ (Menckestraße 24/26) ließ Louis Witt, Kanzleisekretär beim Leipziger Reichsgericht, 1891 durch Maurermeister Wilhelm Germanus ein dreigeschossiges Mietshaus erbauen. Die gelbe Ziegelverblendfassade wird durch Putzgliederungen wie rustizierte Fensterfaschen und -bögen, weiblichen Stuckmasken, feinteiligen Stuckplatten, eiserne Balkone vor dem flachen Seitenrisalit und nicht zuletzt die reich geschnitzten, komplett erhaltenen Holztüren aufgewertet. LfD/1998/2002 | 09294241 |
|                                         | Ehemaliges Nebengebäude in halboffener Bebauung, heute Wohnhaus | Schillerweg 28 (Karte)                 | um 1880 (Nebengebäude)                                                                               | Putzfassade, ehemals Nebengebäude zu Nummer 30, baugeschichtlich von Bedeutung | 09302422 |
|                                         | Mietshaus in halboffener Bebauung | Schillerweg 29 (Karte)                 | 1884–1886 (Mietshaus)                                                                                | reich verzierte, historisierende Klinkerfassade mit die Seiten betonenden bekrönten Gauben und dazwischen drei kleinen Giebelgauben, baugeschichtlich von Bedeutung Nach Fertigstellung des Nachbargebäudes Nummer 27 ließ Louis Witt 1892 ein bestehendes Haus aus der Jahrhundertmitte abbrechen und einen Mietshaus-Neubau errichten, dessen Nordgiebel den ebenfalls in diesen Jahren neu bebauten Schillergarten begrenzt. Der ebenfalls von Maurermeister Wilhelm Germanus errichtete Bau prunkt durch eine noch prächtigere Putzdekoration vor der gelben Ziegelfassade und ersetzt das nicht genehmigte dritte Geschoss durch ein aufwändig ausgebautes Dachgeschoss. Auch hier die schöne Haustür erhalten. LfD/1998/2002 | 09294242 |
|                                         | Wohnhaus in offener Bebauung | Schillerweg 30 (Karte)                 | 1860 (Mietshaus)                                                                                     | schlichte Putzfassade, Satteldach, baugeschichtlich von Bedeutung Das dreigeschossige Gebäude existierte bereits auf einem Plan von 1872, als sein Besitzer, Buchhändler Voerster, den Anbau von Stall und Remise beantragte. Es entstand wahrscheinlich um 1860, wohl im Zusammenhang der Bebauung dieses Bereiches durch die Buchhändler- und Verlegerfamilie Volckmar/Voerster, welcher der ebenfalls um diese Zeit erbaute Gebäudekomplex Nummer 24 gehörte. Vom Typ her: verputzter Ziegelbau auf Feldsteinsockel, mit profiliertem Gurtgesims und Satteldach, entspricht es den ländlichen Mietshäusern dieser Zeit in Gohlis, es besaß allerdings nur eine Wohnung pro Etage mit drei Zimmern nach vorn sowie Küche und Kammer rückseitig neben dem Treppenhaus mit gewendeltem Treppenlauf. Erst 1912 wurde ein Abort im rückseitigen Vorbau angebracht. LfD/1998/2002 | 09294243 |
| Weitere Bilder                          | Mietshaus in offener Bebauung, mit ehemaliger Gaststätte und Anbau (ehemals mit Synagoge) | Schillerweg 31 (Karte)                 | 1888 (Mietshaus)                                                                                     | Klinkerfassade, 1922 Einrichtung einer Synagoge, baugeschichtlich von Bedeutung Bereits 1888 ließ der „Restaurateur“ Hermann Mehnert eine Kolonade an der Westgrenze des Biergartens „Schillerlaube“ errichten. (Die bewusste Laube im Garten des Schillerhauses befand sich im Nachbargrundstück). Nach mehrfacher Planänderung entstand schließlich nach Zeichnungen des Architekten Heinrich Rust ab 1891 das zweigeschossige Restaurantgebäude mit gelber Ziegelverblendfassade, dessen abgeschrägter Ecktrakt nach dem Biergarten gerichtet ist und von einem Dachausbau mit pyramidenförmigen Abschluss gekrönt wird. Eine Tafel zeigt hier den Namenszug „Restaurant zur Schillerlaube“. Der Eckeingang führte zum Restaurant, das das ganze Erdgeschoss einnahm, gekennzeichnet durch die großen Fensteröffnungen mit Halbrundabschluss. Darüber befanden sich je zwei Wohnungen, zu denen der Eingang in der rechten Seitenachse führte. Ein flacher Risalit mit spitzgiebeligem Dachaufbau in der Straßenfassade bildet das gestalterische Gegengewicht zum betonten Ecktrakt. Hier eine männliche Büste mit porträtähnlichen Zügen. Neben dem Restaurant ein eingeschossiger Fachwerkbau, wahrscheinlich aus den 1890er Jahren, als Ersatz für die einstige Kolonnade errichtet. Ab 1922 befand sich im Schillerweg 31 die Synagoge „Schaare Zedek“. LfD/1998/2002 | 09294244 |
| Direkt Bild zu diesem Denkmal hochladen | Toreinfahrt eines Villengrundstücks | Schillerweg 32 (Karte)                 | um 1880 (Toreinfahrt)                                                                                | | 09297796 |
| Weitere Bilder                          | Wohnhaus (Nr. 34) in offener Bebauung und ehemalige Lederwarenfabrik (Nr. 34a) im Hof, Remisengebäude sowie Vorgarten, Einfriedung und Gartenanlage                                                      | Schillerweg 34; 34a (Karte)            | bezeichnet 1886 (Fabrik)                                                                             | Wohnhaus historisierende Putzfassade, Fabrik Klinkerfassade, baugeschichtlich und ortsgeschichtlich von Bedeutung 1863 wurde das Gartengrundstück des Dr. Wienicke am damaligen Berggäßchen zunächst mit einem kleinen zweigeschossigen Wohnhaus (im Parterre Badestube und Waschhaus, darüber Stube, Kammer, Küche) und einem Gewächshaus bebaut. Die Zeichnungen stammen vom Maurermeister Heintze, der 1870 für den neuen Besitzer Keyser die Pläne für ein größeres Gebäude auf quadratischem Grundriss und mit flachem Walmdach schuf. Über einem Feldsteinsockel war das Erdgeschoss spundiert, flache Eckrisalite betonen die Gebäudekubatur, das Obergeschoss über einem Gurtgesims ist durch klare antikisierende Fensterformen mit Verdachungen als Beletage hervorgehoben. 1920 Veränderungen (Aufstockung?) durch den Lederfabrikanten Albert Heine. März 1886 Antrag des Lederfabrikanten Albert Heine auf Bau eines Wohnhauses (neben der Tür Bauinschrift). Das lang gestreckte Gebäude mit Ziegelfassade enthielt zunächst Etagenwohnungen. Der Eingang liegt in einem tiefen Vorbau, ursprünglich mit hohem Giebelaufsatz. Auch der Risalit mit Balkon an der nördlichen Gebäudefront besaß ursprünglich einen Muschelaufsatz, gekrönt von einem Obelisken. Glasierte Zierfriese über dem Souterrain, im Schlussgesims und in den Fensterbögen geben der roten Ziegelfassade Farbe und Lebendigkeit. Etwa gleichzeitig mit dem Wohnhaus und stilistisch ihm angepasst entstand das Stall- und Remisengebäude, das 1930 durch Garageneinbauten verändert wurde. Das Wohngebäude wurde später als Fabrik (Lederwaren und Kurzwarengroßhandlung Albert Heine) genutzt. LfD/1998/2002 | 09294245 |
|                                         | Mietshaus in halboffener Bebauung in Ecklage | Schillerweg 35 (Karte)                 | um 1890 (Mietshaus)                                                                                  | Putzfassade, baugeschichtlich von Bedeutung Bis zum Abriss 1893 stand traufständig zur Berggasse ein zweigeschossiges ländliches Wohnhaus mit Krüppelwalmdach. Carl Moritz Schneider als Besitzer und Bauausführender ersetzte es durch den umfangreichen Eckbau zur Schillerstraße, seine südliche Giebelseite grenzte an den Garten des Schillervereins. Die Mietshausfassade ist, gemessen an der Entstehungszeit, sehr sparsam gestaltet: Schlichte Verdachungen im ersten Obergeschoss, Dreiecksverdachungen und schmale Stuckplatten im abgeschrägten dreiachsigen Eckrisalit sowie die obligatorischen Putzfugen im Erdgeschoss bilden im Wesentlichen die Fassadengliederung. Das Erdgeschoss wurde als Täschnerei und Sattlerei genutzt, darüber je zwei Wohnungen pro Etage. LfD/1998/2002 | 09297795 |
|                                         | Wohnhaus in offener Bebauung | Schillerweg 36 (Karte)                 | 1861 (Wohnhaus)                                                                                      | Putzfassade, bildet ein Grundstück mit Drogeriegebäude Menckestraße 46, baugeschichtlich von Bedeutung 1861 Neubau eines zweigeschossigen, giebelständigen Wohnhauses anstelle eines älteren Bauernhauses durch Maurermeister A. Schneider. Die zum Hof gewandte Längsfassade entspricht dem biedermeierlichen Bautyp: sechsachsig mit Gurtgesims, der flache Mittelrisalit von einem Zwerchhaus mit Giebeldreieck und Ochsenauge überragt. Ursprünglich Eingang im Mittelrisalit (später verändert), dahinter Mittelflur und neben dem Eingang je eine Kammer sowie zweifenstrige Stube, Feldsteinsockel. LfD/1998/2002 | 09294246 |
|                                         | Mietshaus in halboffener Bebauung | Schlößchenweg 1 (Karte)                | 1912 (Mietshaus)                                                                                     | Putzfassade, baugeschichtlich von Bedeutung | 09293108 |
| Direkt Bild zu diesem Denkmal hochladen | Mietvilla mit Einfriedung und Vorgarten | Schlößchenweg 3 (Karte)                | 1923 (Mietvilla)                                                                                     | Putzfassade, Mansarddach, baugeschichtlich von Bedeutung | 09293104 |
|                                         | Wohnhaus in offener Bebauung mit Einfriedung und Vorgarten | Schlößchenweg 5 (Karte)                | 1934 (Wohnhaus)                                                                                      | Putzfassade mit expressionistischem Dekor, geschwungenes Walmdach, baugeschichtlich von Bedeutung Das freistehende, vornehm-zurückhaltend wirkende Einfamilienhaus entwarf der Architekt Fritz Riemann für den in Gohlis wohnenden Universitätsprofessor Dr. Wilhelm Lange. Grundlage bildete das Ortsgesetz Nummer 7, geführt wurde das Eckgrundstück ehemals unter Nummer 2655 im Grundbuch von Alt-Leipzig. Nach Zergliederung war zunächst das neue Flurstück 3766 eingetragen, im Jahr 1935 die geänderte Nummer 3760. Im Februar 1934 war der Bauantrag eingereicht worden, im August fand die Schlussbesichtigung statt. Zunächst wurde von einer knapp 163 Quadratmeter zählenden Wohnfläche ausgegangen, nach Planänderung nur noch von 148,8. Im Keller des mit der Ausnahme der Fundamentplatte von Baumeister Arthur Seifert aufgeführten Gebäudes fanden eine Garage, Heizung und Waschküche ihre Einrichtung, unterm Dach eine neun Quadratmeter messende Mädchenkammer. Neben den Wohnräumen der beiden Hauptgeschosse war auch eine Bibliothek vorgesehen. Heller Putz der Wandflächen ist zwischen einen dunklen Gebäudesockel und ein mit dunklen Ziegeln gedecktes Dach gespannt. Sehr zurückhaltend ist die Hauptschauseite des glatt verputzten Hauses gegliedert, zählen ein Klinkersockel und wenige kleine Flächen aus Sichtklinkermauerwerk neben profilierten Gesimsen zu den Gestaltungsmerkmalen. Der Hauseingang ist der Fassade als Risalit vorgestellt, fassend den Zugang durch einen aus Natursteinen gefügten Bogen und zwei kleine Fenster links und rechts mit bauzeittypischen Gittern. Großzügig durchfenstert zeigt sich die Südfront. Original neben der erhaltenen Ausstattung sind Pflasterungen auf dem Grundstück und die Einfriedung, sehr zum Erscheinungsbild des Gebäudes trägt der umgebende Garten bei – als nicht unbedeutend erweist sich die städtebauliche Situation gegenüber einer kleinen Grünfläche. Das Wohnhaus dokumentiert die Architektur des 1930er Jahre im privaten Sektor und ist ein Zeugnis im Œuvre des bedeutenden Architekten Fritz Riemann. LfD/2019 | 09293105 |
|                                         | Mietvilla in halboffener Bebauung, mit Einfriedung und Vorgarten | Schlößchenweg 6 (Karte)                | 1923 (Mietvilla)                                                                                     | Doppelwohnhaus mit Schlößchenweg 8, Putzfassade, baugeschichtlich von Bedeutung | 09293106 |
| Direkt Bild zu diesem Denkmal hochladen | Mietvilla in halboffener Bebauung, mit Einfriedung und Vorgarten | Schlößchenweg 8 (Karte)                | 1923–1924 (Mietvilla)                                                                                | Doppelwohnhaus mit Schlößchenweg 6, Putzfassade, baugeschichtlich von Bedeutung | 09293107 |
|                                         | Mietshaus in offener Bebauung mit Vorgarten | Schorlemmerstraße 1 (Karte)            | 1907 (Mietshaus)                                                                                     | dekorlose Putzfassade mit Natursteinsockel, Mittelrisalit, runder Eckerker und Rundbogen- sowie Segmentbogenfenster im Erdgeschoss als besondere Gestaltungselemente, baugeschichtlich von Bedeutung | 09293464 |
|                                         | Villa mit Einfriedung | Schorlemmerstraße 2; 2b (Karte)        | bezeichnet 1858, im Kern (Villa), 1858 (Einfriedung)                                                 | Putzfassade (Remise ist Friedensstraße 1/3), sandsteinverkleideter Wintergarten, Marmorsäule und Holzpaneele im Eingangsbereich, baugeschichtlich von Bedeutung | 09293465 |
|                                         | Doppelmietshaus (mit Nr. 5) in offener Bebauung mit Einfriedung und Vorgarten | Schorlemmerstraße 3 (Karte)            | um 1906 (Doppelmietshaushälfte)                                                                      | Putzfassade, hochgezogener Natursteinsockel und -faschen, Erker und Holzbalkone sowie Zwerchhaus als Seitenbetonung, siehe auch Schorlemmerstraße 5, baugeschichtlich von Bedeutung | 09293466 |
|                                         | Mietshaus in offener Bebauung mit Vorgarten | Schorlemmerstraße 4 (Karte)            | 1907/1909 (Mietshaus)                                                                                | Putzfassade, Mansarddach, baugeschichtlich von Bedeutung | 09293467 |
|                                         | Doppelmietshaus (mit Nr. 3) in offener Bebauung mit Einfriedung und Vorgarten | Schorlemmerstraße 5 (Karte)            | 1906 (Doppelmietshaushälfte)                                                                         | Putzfassade, hochgezogener Natursteinsockel und -faschen, Erker und Holzbalkone sowie Zwerchhaus als Seitenbetonung, siehe auch Schorlemmerstraße 3, baugeschichtlich von Bedeutung | 09293468 |
|                                         | Mietshaus in offener Bebauung, mit Einfriedung, Garten sowie Vorgarten | Schorlemmerstraße 6 (Karte)            | 1909–1910 (Mietshaus)                                                                                | Putzfassade, Mansarddach mit dominanter Giebelgaube und Balkon in der Beletage, baugeschichtlich von Bedeutung Ein prachtvoller, palaisartig wirkender Entwurf des Architekten Emil Franz Hänsel 1907 wurde nicht umgesetzt, stattdessen beauftragte der neue Grundstückseigentümer Dr. med. Gustav Peter Walther Freytag zwei Jahre später den Architekten Georg Wünschmann und den Baumeister Alfred Lohse mit der Errichtung einer Villa. Dieser viel niedriger konzipierte und 1910 fertiggestellte Bau versucht sich mit der schmalen Straßenfassade durch ein kompaktes Dachhaus sowie einen erkerartigen Vorbau zwischen den höheren Nachbargebäuden zu behaupten, Garage im Souterrain und kleiner Balkon im Obergeschoss mit Balusterbrüstung und zwei mit Festons gezierten Vasen. Seitlich akzentuiert ein kräftiges Eingangsportal die recht schlichte, barockem Stilempfinden verpflichtete Putzfassade. Rückseitig Veranda und Treppe zum gestalteten Villengarten u. a. mit Brunnen (Gartendenkmal). Im Erdgeschoss befanden sich neben den Praxisräumen u. a. Salon und Musikzimmer, im Mansardgeschoss waren die Mädchen- und Fremdenzimmer eingerichtet. Baueinheitliche Einfriedung, schöne Kellerfenstergitter und Teile der Ausstattung (u. a. Treppenhaus sowie offener Kamin im Erdgeschoss) erhalten. Das Haus 1919 im Besitz von Rechtsanwalt Justizrat Dr. jur. Berthold Löwenstein, 1939 Regierungs-Medizinalrat a. D. Dr. med. Johannes Petzschke aus Chemnitz, 1967 erwähnt Facharzt für Chirurgie Dr. med. C. H. Zacharias. 1980 Vorhaben zum Ausbau zur physiotherapeutischen Abteilung der Poliklinik Nord, im September 1998 Bauantrag zu Umbau und Sanierung. LfD/2008 | 09293469 |
|                                         | Mietshaus in halboffener Bebauung mit Vorgarten | Schorlemmerstraße 7 (Karte)            | 1901 (Mietshaus)                                                                                     | Putzfassade mit verblendetem Sockel, durch Erker und Balkone belebte Fassade, siehe auch Schorlemmerstraße 9, baugeschichtlich von Bedeutung | 09293470 |
|                                         | Mietshaus in offener Bebauung mit Vorgarten | Schorlemmerstraße 8 (Karte)            | 1907 (Mietshaus)                                                                                     | durch Gurtgesimse horizontal gegliederte Putzfassade und dominantes Zwerchhaus, baugeschichtlich von Bedeutung | 09293471 |
|                                         | Mietshaus in halboffener Bebauung mit Vorgarten | Schorlemmerstraße 9 (Karte)            | 1907 (Mietshaus)                                                                                     | Putzfassade mit verblendetem Sockel, durch Erker und Balkone belebte Fassade, siehe auch Schorlemmerstraße 7, baugeschichtlich von Bedeutung | 09293472 |
|                                         | Mietshaus in offener Bebauung mit Einfriedung und Vorgarten | Schorlemmerstraße 10 (Karte)           | 1907 (Mietshaus)                                                                                     | reich strukturierte Putzfassade mit Gurtgesims, markanten Giebeln und Loggien, baugeschichtlich von Bedeutung | 09293473 |
|                                         | Doppelmietshaus (mit Schorlemmerstraße 13) in offener Bebauung, mit Einfriedung und Vorgarten | Schorlemmerstraße 11 (Karte)           | 1907 (Mietshaus)                                                                                     | historisierende Fassade mit Quaderputz, Eckerker, Risalite mit geschwungenem Giebel, baugeschichtlich von Bedeutung | 09293474 |
| Weitere Bilder                          | Doppelmietshaus (mit Eisenacher Straße 7) in offener Bebauung in Ecklage, mit Vorgarten | Schorlemmerstraße 12 (Karte)           | 1910 (Doppelmietshaushälfte)                                                                         | Putzfassade, baugeschichtlich von Bedeutung | 09293475 |
|                                         | Doppelmietshaus (mit Schorlemmerstraße 11) in offener Bebauung, mit Einfriedung und Vorgarten | Schorlemmerstraße 13 (Karte)           | 1907 (Doppelmietshaushälfte)                                                                         | Putzfassade, baugeschichtlich von Bedeutung | 09293476 |
|                                         | Villa, mit Vorgarten | Stallbaumstraße 1 (Karte)              | 1882–1883 (Villa)                                                                                    | Putzfassade mit Putzgliederung, baugeschichtlich von Bedeutung | 09293115 |
|                                         | Mietvilla mit Einfriedung und Vorgarten | Stallbaumstraße 5 (Karte)              | 1904, bezeichnet 1905 (Mietvilla)                                                                    | Putzfassade mit Putzgliederung und -ornamentik, Erker, Volutengiebel, baugeschichtlich von Bedeutung | 09293116 |
|                                         | Mietshaus in offener Bebauung in Ecklage mit Vorgarten | Stallbaumstraße 8 (Karte)              | 1895 (Mietshaus)                                                                                     | Putzfassade mit Sandsteingliederung, baugeschichtlich von Bedeutung | 09293117 |
|                                         | Villa mit angebauter Garage und Vorgarten | Stallbaumstraße 9 (Karte)              | 1915 (Villa)                                                                                         | Putzfassade, baugeschichtlich von Bedeutung | 09296958 |
|                                         | Einfriedung eines Villengrundstückes | Stallbaumstraße 10 (Karte)             | um 1895 (Garteneinfriedung)                                                                          | ortsgeschichtlich von Bedeutung | 09296957 |
|                                         | Mietshaus in offener Bebauung, mit angebauter Garage, Einfriedung und Vorgarten | Stallbaumstraße 11 (Karte)             | 1914 (Mietshaus)                                                                                     | reich geschmückte Putzfassade, Walmdach, baugeschichtlich von Bedeutung | 09293118 |
|                                         | Doppelmietshaus (Nr. 12/14) in offener Bebauung mit Einfriedung und Nebengebäude (Nr. 14a) sowie Vorplatzpflasterung und Vorgarten                                                                       | Stallbaumstraße 12; 14; 14a (Karte)    | 1911–1912 (Doppelmietshaus), 1911–1912 (Einfriedung), 1911–1912 (Nebengebäude)                       | Putzfassade, baugeschichtlicher und personengeschichtlicher Wert | 09293119 |
|                                         | Mietshaus in halboffener Bebauung in Ecklage, mit Vorgarten | Stallbaumstraße 13 (Karte)             | 1913 (Mietshaus)                                                                                     | Putzfassade, Reformstil-Architektur, baugeschichtlich von Bedeutung | 09293120 |
|                                         | Doppelmietshaus in offener Bebauung mit Einfriedung und Vorgarten | Stallbaumstraße 16; 18 (Karte)         | 1904 (Doppelmietshaus)                                                                               | Putzfassade über klinkerverkleidetem Erdgeschoss mit Putzgliederung, baugeschichtlich von Bedeutung | 09293121 |
|                                         | Einfriedung eines Mietshauses in Ecklage | Stallbaumstraße 20 (Karte)             | um 1905 (Garteneinfriedung)                                                                          | baugeschichtlich von Bedeutung | 09296869 |
|                                         | Doppelmietshaus in halboffener Bebauung mit Vorgarteneinfassung | Stallbaumstraße 32; 34 (Karte)         | 1927–1929 (Doppelmietshaus)                                                                          | Putzfassade mit Klinkersockel, zwei Seitenerkern und Fensterläden als traditionelle Gestaltungselemente, verglaste Veranden im rückwärtigen Bereich, baugeschichtlich von Bedeutung | 09293122 |
|                                         | Doppelmietshaus (mit Heinrothstraße 5) in Ecklage und in geschlossener Bebauung, mit Vorgarten | Stallbaumstraße 36 (Karte)             | um 1904 (Doppelmietshaus)                                                                            | | 09296870 |
|                                         | Mietshaus in geschlossener Bebauung | Stockstraße 2 (Karte)                  | 1899 (Mietshaus)                                                                                     | mit Tordurchfahrt und Laden, Klinkerfassade, Erker, baugeschichtlich von Bedeutung | 09293407 |
|                                         | Mietshaus in geschlossener Bebauung | Stockstraße 3 (Karte)                  | 1888 (Mietshaus)                                                                                     | Putzfassade mit Sandstein- und Klinkergliederung, Terrazzo und Holzpaneele im Eingangsbereich, baugeschichtlich von Bedeutung | 09293408 |
|                                         | Mietshaus in geschlossener Bebauung | Stockstraße 10 (Karte)                 | um 1890 (Mietshaus)                                                                                  | mit Tordurchfahrt, Klinkerfassade mit Kunststeingliederung, baugeschichtlich von Bedeutung | 09297885 |
|                                         | Mietshaus in geschlossener Bebauung, mit Einfriedung, Vorgarten und Werkstattgebäude im Hof | Stockstraße 11 (Karte)                 | 1885 (Mietshaus)                                                                                     | Vorderhaus mit Tordurchfahrt, Putzfassade, baugeschichtlich von Bedeutung | 09293412 |
|                                         | Mietshaus in geschlossener Bebauung in Ecklage | Stockstraße 12 (Karte)                 | um 1885 (Mietshaus)                                                                                  | ehemals mit Eckladen, Putzfassade, baugeschichtlich von Bedeutung | 09297886 |
|                                         | Mietshaus in geschlossener Bebauung (mit historischer Werbeschrift), mit Einfriedung, Vorgarten sowie Werkstattgebäude im Hof                                                                            | Stockstraße 13 (Karte)                 | 1882 (Mietshaus)                                                                                     | Vorderhaus mit Tordurchfahrt, Putzfassade, baugeschichtlich von Bedeutung | 09293414 |
|                                         | Mietshaus in geschlossener Bebauung in Ecklage | Stockstraße 15 (Karte)                 | 1880er Jahre (Mietshaus)                                                                             | Putzfassade mit Sandsteingliederung, baugeschichtlich von Bedeutung | 09293415 |
|                                         | Mietshaus in offener Bebauung mit Vorgarten und Vorgarteneinfriedungsmauer | Stollestraße 1 (Karte)                 | 1934 (Mietshaus)                                                                                     | Putzfassade, Marmor und Holzpaneele im Eingangsbereich, »Musterhaus für Werktätige«, baugeschichtlich von Bedeutung | 09293176 |
|                                         | Wohnhaus in halboffener Bebauung und in Ecklage, mit Garten und Plastik, Vorgarten und Einfriedung sowie Mühlstein                                                                                       | Stollestraße 2 (Karte)                 | bezeichnet 1912 (Wohnhaus), 1910 (Sandsteinfigurplastik), 1912 (Bronzeplastik)                       | baugeschichtlich von Bedeutung | 09293177 |
|                                         | Wohnhaus in geschlossener Bebauung, mit Vorgarten | Stollestraße 4 (Karte)                 | 1915 (Wohnhaus)                                                                                      | Putzfassade, baugeschichtlich von Bedeutung | 09293178 |
|                                         | Wohnhaus in geschlossener Bebauung, mit Vorgarten und Plastiken (Knieende) im Garten | Stollestraße 6 (Karte)                 | um 1925 (Wohnhaus)                                                                                   | Putzfassade, baugeschichtlich von Bedeutung | 09296867 |
|                                         | Villa mit Einfriedung und Vorgarten | Turmgutstraße 1 (Karte)                | 1925 (Villa)                                                                                         | Klinkerfassade, baugeschichtlich von Bedeutung | 09293103 |
|                                         | Mietshaus in geschlossener Bebauung mit Einfriedung und Vorgarten | Ulrichstraße 2 (Karte)                 | 1871 (Mietshaus)                                                                                     | mit Hausdurchgang, Putzfassade, baugeschichtlich von Bedeutung | 09293135 |
|                                         | Mietshaus in offener Bebauung mit Einfriedung, Vorgarten und Portal zum Vorgarten | Ulrichstraße 6 (Karte)                 | 1904 (Mietshaus)                                                                                     | zeittypische Putzfassade, eiserne Balkone, Windfangtür, baugeschichtlich von Bedeutung | 09293136 |
|                                         | Villa mit Einfriedung, Garten, Vorgarten | Weinligstraße 2 (Karte)                | 1924 (Villa)                                                                                         | Putzfassade mit steilem Walmdach und allseitig geschwungenen Gauben, baugeschichtlich von Bedeutung | 09293125 |
|                                         | Mietshaus in offener Bebauung mit Einfriedung und Vorgarten | Weinligstraße 3 (Karte)                | 1888 (Mietshaus)                                                                                     | Putzfassade über Natursteinsockel mit Sandsteingliederung im Landhausstil, baugeschichtlich von Bedeutung | 09293126 |
|                                         | Villa mit Einfriedung und Vorgarten | Weinligstraße 5 (Karte)                | 1885 (Villa)                                                                                         | Putzfassade mit Klinkersockel und Sandsteingliederung, baugeschichtlich von Bedeutung | 09293127 |
|                                         | Villa mit Einfriedung und Vorgarten | Weinligstraße 7 (Karte)                | 1883 (Villa)                                                                                         | Putzfassade, Terrasse, baugeschichtlich von Bedeutung | 09293128 |
|                                         | Mietshaus in offener Bebauung mit Vorgarten und Einfriedung | Weinligstraße 9 (Karte)                | 1909 (Mietshaus)                                                                                     | Putzfassade mit Rustikasockel und Mansarddach, baugeschichtlich von Bedeutung | 09293129 |
|                                         | Mietshaus in offener Bebauung in Ecklage mit Einfriedung und Vorgarten | Weinligstraße 11 (Karte)               | um 1910 (Mietshaus)                                                                                  | Putzfassade mit Sandsteingliederung, baugeschichtlich von Bedeutung | 09293130 |
|                                         | Doppelmietshaus (mit Nr. 15) in offener Bebauung, mit Einfriedung | Weinligstraße 13 (Karte)               | 1906 (Doppelmietshaushälfte)                                                                         | historisierende Putzfassade mit Seitenrisaliten und Volutengiebeln, charakteristischer Bau seiner Zeit, baugeschichtlich von Bedeutung | 09293131 |
|                                         | Mietshaus in offener Bebauung in Ecklage mit Einfriedung und Vorgarten | Weinligstraße 14 (Karte)               | 1898–1899 (Mietshaus)                                                                                | historisierende Klinkerfassade mit verputztem Erdgeschoss, zeittypischer Bau, baugeschichtlich von Bedeutung „Mit Rücksicht auf die Tieflage“ des Areals war in den Bebauungsrichtlinien 1895 nur offene Bauweise zugelassen, das Mietshaus in Ecke Marbachstraße entstand 1898 bis 1899 für den Kaufmann und Bierhändler Friedrich Carl Canitz. Eine Hausmannswohnung im Dachgeschoss konnte erst im Jahr 1900 nach Diskussion mit der Baubehörde durch W. Germanus eingerichtet. Der zunächst hofseitig konzipierte Hauszugang erfolgte nach Tektur doch von der Hauptschauseite her, an der damaligen Wettinerstraße. Baumeister Dathan übernahm 1910/1911 die Ausführung von Veranda- bzw. Balkonanbauten an der Giebelfront der Marbachstraße, Auftraggeberin war Marie Sophie Auguste verw. Canitz geb. Röbel. Eine Balkonsanierung wurde Ende Juni 1989 genehmigt, der Bauantrag für Sanierung, Grundrissänderungen und Dachausbau im Herbst 2003. Mittel- und zwei Seitenrisalite stehen nur wenig der Fassadenflucht vor, die Ecke ist verbrochen. Von vier Geschossen besitzen drei eine rote Klinkerverblendung, das Erdgeschoss einen genuteten Verputz, das Dach zur Weinligstraße störende Gauben. Die neue Balkonanlage lässt jegliche Bezugnahme auf die historische Vorlage von 1909 vermissen. Neben der repräsentativen Haustür konnte auch im Inneren viel Originalsubstanz bewahrt werden. Für die Wirkung des Eckhauses nicht unbeträchtlich ist der Vorgarten. Gegenüber der Front an der Marbachstraße war von jeglicher Bebauung abgesehen worden, entstand eine Parkanlage. Sie liegt nochmals etwa einen halben Meter unter dem Straßenniveau, verdeutlichend den schwierigen, weil feuchten Baugrund. LfD/2017, 2018 | 09293132 |
|                                         | Doppelmietshaus (mit Nr. 13) in offener Bebauung, mit Einfriedung | Weinligstraße 15 (Karte)               | 1907 (Doppelmietshaushälfte)                                                                         | historisierende Putzfassade mit Seitenrisaliten und Volutengiebeln, charakteristischer Bau seiner Zeit, baugeschichtlich von Bedeutung | 09293133 |
|                                         | Villa mit Gartentor und Vorgarten | Weinligstraße 21 (Karte)               | 1922–1923 (Villa)                                                                                    | Putzfassade, mit schmiedeeisernem Gartentor, Privatwohnungsbau der 1920er Jahre mit baugeschichtlichem Wert Ungewöhnlich lange Zeit lag das Grundstück unbebaut, möglicherweise auch dem feuchten Baugrund geschuldet. Drei Tage vor dem Jahreswechsel 1922/1923 erging der Antrag für das Einfamilienwohnhaus, Anfang August 1923 das Gesuch zur Schlussprüfung. Kaufmann Kurt Tuch schloss Verträge mit den Architekten Carl William Zweck und Hans Voigt für Planungsunterlagen sowie der Baufirma Julius Kornagel für die praktische Umsetzung. Gesondert benannt ist die Unternehmung Hoch- und Tiefbau Wilhelm Klotzsch für die verwendeten Berra-Hohlsteindecken. Ausbau des Dachgeschosses und Sanierungsarbeiten fallen in den Zeitraum 2004/2005. Kriegsbeschädigungen waren 1948 erörtert und später beseitigt worden. 1934 hatte Kaufmann Julius Leidhold Haus und Boden übernommen. Auffallend ist der antikisierende Hauseingang mit kannelierten Pfeilern aus Betongussstein, das kräftige Zahnschnittgesims unter der Traufe, die markanten Klappläden der Obergeschossfenster. Die größeren Kellerfenster verweisen auf eine intensivere Nutzung als Wirtschafts- und Kohlenkeller, Garage, Waschküche und Trinkhalle. Schon beängstigend nah steht das Eckhaus Marbachstraße 8 aus den Erbauungsjahren 1898–1900, eine stadtplanerische Katastrophe ist das jedoch das siebengeschossige Renditeobjekt Möckernsche Straße 5. Dadurch ist das freistehende villenartige Wohngebäude Weinligstraße 21 stark in seiner Wirkung beeinträchtigt. Baugeschichtlich von Bedeutung als Privatwohnungsbau der 1920er Jahre. LfD/2018 | 09293134 |
|                                         | Mietshaus in offener Bebauung in Ecklage, mit Vorgarten | Wiederitzscher Straße 3 (Karte)        | um 1900 (Mietshaus)                                                                                  | Klinkerfassade, Windfangtür, baugeschichtlich von Bedeutung | 09294247 |
|                                         | Mietshaus in geschlossener Bebauung in Ecklage, mit Vorgarten | Wiederitzscher Straße 4 (Karte)        | 1895/1900 (Mietshaus)                                                                                | mit Laden, Klinkerfassade, Stuckgliederung im Eingangsbereich, baugeschichtlich von Bedeutung | 09294248 |
|                                         | Doppelmietshaus (Nr. 5/7) in offener Bebauung, mit Vorgarten und Nebengebäude (Nr. 5a) im Hof | Wiederitzscher Straße 5; 5a; 7 (Karte) | 1899–1900 (Nummer 7), 1902–1903 (Nummer 5), 1899–1900 (Nummer 7a heute), 1902–1903 (Nummer 5a heute) | Zwillingshaus mit Klinkerfassade, baugeschichtlich von Bedeutung | 09294249 |
|                                         | Mietshaus in geschlossener Bebauung | Wiederitzscher Straße 6 (Karte)        | um 1900 (Mietshaus)                                                                                  | Klinkerfassade, Holzpaneele und Stuck im Eingangsbereich, baugeschichtlich von Bedeutung | 09294250 |
|                                         | Mietshaus in geschlossener Bebauung | Wiederitzscher Straße 8 (Karte)        | um 1900 (Mietshaus)                                                                                  | mit Tordurchfahrt und Laden, Klinkerfassade, Stuckdecke und Deckenmalerei in der Tordurchfahrt, Ladenfront original, baugeschichtlich von Bedeutung | 09294252 |
|                                         | Mietshaus in geschlossener Bebauung in Ecklage | Wiederitzscher Straße 12 (Karte)       | um 1900 (Mietshaus)                                                                                  | mit Eckladen, Putzfassade, baugeschichtlich von Bedeutung | 09294253 |
|                                         | Mietshaus in geschlossener Bebauung, mit Vorgarten | Wiederitzscher Straße 13 (Karte)       | um 1900 (Mietshaus)                                                                                  | Klinkerfassade, baugeschichtlich von Bedeutung | 09296930 |
|                                         | Mietshaus in geschlossener Bebauung in Ecklage | Wiederitzscher Straße 14 (Karte)       | 1890er Jahre (Mietshaus)                                                                             | Putzfassade, baugeschichtlich von Bedeutung | 09294255 |
|                                         | Mietshaus in geschlossener Bebauung, mit Vorgarten | Wiederitzscher Straße 15 (Karte)       | um 1895 (Mietshaus)                                                                                  | Klinkerfassade, Stuckgliederung im Eingangsbereich, baugeschichtlich von Bedeutung | 09294256 |
|                                         | Mietshaus in geschlossener Bebauung, mit Vorgarten | Wiederitzscher Straße 16 (Karte)       | 1895 (Mietshaus)                                                                                     | Klinkerfassade, baugeschichtlich von Bedeutung | 09294257 |
|                                         | Mietshaus in geschlossener Bebauung, mit Vorgarten | Wiederitzscher Straße 17 (Karte)       | um 1890 (Mietshaus)                                                                                  | Klinkerfassade mit Putznutung im Erdgeschoss, baugeschichtlich von Bedeutung | 09297774 |
| Weitere Bilder                          | Mietshaus in geschlossener Bebauung, mit Vorgarten | Wiederitzscher Straße 18 (Karte)       | um 1895 (Mietshaus)                                                                                  | Klinkerfassade, Stuck im Eingangsbereich, baugeschichtlich von Bedeutung | 09296929 |
|                                         | Mietshaus in halboffener Bebauung in Ecklage | Wiederitzscher Straße 19 (Karte)       | um 1895 (Mietshaus)                                                                                  | mit Läden, Klinkerfassade, baugeschichtlich von Bedeutung | 09294258 |
|                                         | Mietshaus in geschlossener Bebauung, mit Vorgarten | Wiederitzscher Straße 20 (Karte)       | 1890er Jahre (Mietshaus)                                                                             | Klinkerfassade, baugeschichtlich von Bedeutung | 09294259 |
|                                         | Mietshaus in halboffener Bebauung | Wiederitzscher Straße 21 (Karte)       | um 1895 (Mietshaus)                                                                                  | Klinkerfassade, Stuck und Holzpaneele im Eingangsbereich, baugeschichtlich von Bedeutung | 09294260 |
|                                         | Mietshaus in halboffener Bebauung in Ecklage | Wiederitzscher Straße 22 (Karte)       | 1900/1905 (Mietshaus)                                                                                | mit Läden, Klinkerfassade, baugeschichtlich von Bedeutung | 09296927 |
|                                         | Mietshaus in geschlossener Bebauung | Wiederitzscher Straße 23 (Karte)       | um 1900 (Mietshaus)                                                                                  | Klinkerfassade mit außergewöhnlicher Jugendstilornamentik, baugeschichtlich von Bedeutung | 09294261 |
|                                         | Mietshaus in halboffener Bebauung | Wiederitzscher Straße 24 (Karte)       | 1895/1900 (Mietshaus)                                                                                | mit Laden, Klinkerfassade, baugeschichtlich von Bedeutung | 09294262 |
|                                         | Mietshaus in halboffener Bebauung | Wiederitzscher Straße 25 (Karte)       | um 1905 (Mietshaus)                                                                                  | Klinkerfassade, baugeschichtlich von Bedeutung | 09296892 |
|                                         | Mietshaus in geschlossener Bebauung | Wiederitzscher Straße 26 (Karte)       | 1895/1900 (Mietshaus)                                                                                | mit Laden, Putzfassade, sehr schöne Ladenfront, baugeschichtlich von Bedeutung | 09294263 |
|                                         | Mietshaus in geschlossener Bebauung | Wiederitzscher Straße 28 (Karte)       | 1895/1900 (Mietshaus)                                                                                | mit Laden, Putzfassade, Windfangtür, baugeschichtlich von Bedeutung | 09294264 |
|                                         | Doppelmietshaus in geschlossener Bebauung | Wiederitzscher Straße 29; 31 (Karte)   | 1926/1929 (Doppelmietshaus)                                                                          | Putzfassade mit hochgezogenem Klinkersockel, Sohlbankgesims, baugeschichtlich von Bedeutung | 09294265 |
|                                         | Mietshaus in halboffener Bebauung | Wiederitzscher Straße 30 (Karte)       | um 1905 (Mietshaus)                                                                                  | Klinkerfassade, baugeschichtlich von Bedeutung | 09296891 |
|                                         | Mietshaus in halboffener Bebauung in Ecklage, mit Vorgarten und Einfriedung | Wiederitzscher Straße 32 (Karte)       | um 1905 (Mietshaus)                                                                                  | Eckladen, Putzfassade, baugeschichtlich von Bedeutung | 09296890 |
|                                         | Doppelmietshaus (Marbachstraße 2 mit Platnerstraße 6) in offener Bebauung in Ecklage, mit Einfriedung, Vorgarten und Remisengebäude (Winkelstraße 1) im Hof sowie rückwärtiger Gartenanlage mit Pavillon | Winkelstraße 1 (Karte)                 | 1901–1902 (Doppelmietshaushälfte), 1902 (Remise)                                                     | Putzfassade, städtebaulich wirksamer Eckbau im historistischen Stil, mit baugeschichtlichem Wert Oktober 1901 Antrag von Kaufmann Paul Canitz auf Bau eines Wohnhauses mit Hofgebäude. Pläne: Maurermeister Wilhelm Germanus. Mit seiner freistehenden östlichen Giebelseite grenzte es an die damalige Teichstraße (heute Winkelstraße), eine schmale Gasse, die an dem bis etwa 1897 hier befindlichen Teich entlanglief. Die Westseite des Wohnhauses bildet den Eckbereich zur 1898 projektierten Marbachstraße. Die hier nur zweiachsige Front verbindet sich durch einen Eckerker mit geschweifter Kuppel und Laterne mit der längeren, zur Platnerstraße gewandten Fassade. Mit seiner ausgeprägten Horizontalgliederung, den konventionellen Fensterverdachungen, der Geschosshierarchie etc. wirkt das Mietshaus für die Entstehungszeit sehr konservativ. Als „herrschaftliches Wohnhaus“ war es für nur eine große Wohnung pro Etage angelegt, zugänglich von Eingang und Treppenhaus an der Rückseite. 1902 wurde im Hof ein Gebäude für Stall und Remise und Kutscherwohnung erbaut. 1908 erwarb der Verlagsbuchhändler Hans Heinrich Reclam das Gebäude, er ließ im gleichen Jahr die Remise zur Garage umfunktionieren und installierte einen Gasmotor zur Erzeugung von elektrischem Licht. Durch die Familie Reclam wurde der angrenzende Garten genutzt, der heute zu den letzten in Leipzig erhaltenen, inmitten eines geschlossenen Mietshaus- und Mietvillenquartiers gelegenen Eigentümergärten gehört. Neben einem als Gartenhaus genutzten pavillonartigen Gebäude sind einige seltene aber auch typische Pflanzen erhalten und ist die Grundstruktur des Gartens ablesbar. LfD/1998/2002/2011 | 09293360 |
|                                         | Wohnhaus in halboffener Bebauung, mit Vorgarten | Wolfener Straße 15 (Karte)             | 1864 (Wohnhaus)                                                                                      | Putzfassade, baugeschichtlich von Bedeutung | 09293402 |
|                                         | Mietshaus in halboffener Bebauung | Wolfener Straße 17 (Karte)             | 1899 (Mietshaus)                                                                                     | mit Laden, Putzfassade, Ladenfront original, baugeschichtlich von Bedeutung | 09293403 |
|                                         | Mietshaus in geschlossener Bebauung | Wolfener Straße 19 (Karte)             | 1912 (Mietshaus)                                                                                     | Putzfassade, baugeschichtlich von Bedeutung | 09293404 |
|                                         | Mietshaus in offener Bebauung in Ecklage mit Einfriedung und Vorgarten | Wolfener Straße 20 (Karte)             | 1908 (Mietshaus)                                                                                     | Putzfassade, baugeschichtlich von Bedeutung | 09293405 |
|                                         | Mietshaus in geschlossener Bebauung, mit Laden | Wolfener Straße 21 (Karte)             | 1910/1915 (Mietshaus)                                                                                | Putzfassade, Laden mit Schaufenster original, baugeschichtlich von Bedeutung | 09294211 |

## Ehemalige Kulturdenkmale
| Bild                                    | Bezeichnung                                 | Lage                              | Datierung                   | Beschreibung | ID       |
| --------------------------------------- | ------------------------------------------- | --------------------------------- | --------------------------- | --- | -------- |
| Direkt Bild zu diesem Denkmal hochladen | Sandsteinportal                             | Berggartenstraße 1 (Karte)        | 1909–1911 (Portal)          | Sandsteinportal eines Mietshauses in offener Bebauung | 09298018 |
| Direkt Bild zu diesem Denkmal hochladen | Doppelmietshaus                             | Ehrensteinstraße 41; 43 (Karte)   | 1926–1927 (Doppelmietshaus) | Doppelmietshaus in halboffener Bebauung (Putzfassade; bleiverglaste Treppenhausfenster) | 09298010 |
| Direkt Bild zu diesem Denkmal hochladen | Mietshaus                                   | Eisenacher Straße 37 (Karte)      | um 1900 (Mietshaus)         | Mietshaus in geschlossener Bebauung (Putz-Klinker-Fassade) | 09290824 |
| Direkt Bild zu diesem Denkmal hochladen | Wohnhaus/Hinterhaus in halboffener Bebauung | Elsbethstraße 16 (Karte)          | um 1890 (Hinterhaus)        | Putzfassade, baugeschichtlich von Bedeutung | 09297000 |
| Direkt Bild zu diesem Denkmal hochladen | Mietshaus                                   | Georg-Schumann-Straße 53 (Karte)  | um 1885 (Mietshaus)         | Mietshaus in ehemals geschlossener Bebauung mit Läden (Putzfassade) | 09298022 |
|                                         | Mietshaus                                   | Georg-Schumann-Straße 119 (Karte) | um 1875 (Mietshaus)         | Mietshaus in geschlossener Bebauung mit Hausdurchgang und Läden sowie Werbeschrift „Pelze“ (Putzfassade; 9 Winterfenster; Umbau der Tordurchfahrt 1890)                                                               | 09292732 |
| Direkt Bild zu diesem Denkmal hochladen | Mietshaus                                   | Lützowstraße 5b (Karte)           | um 1885 (Mietshaus)         | Mietshaus in halboffener Bebauung in Ecklage Eisenacher Straße (Klinkerfassade; alle Fenster original) | 09295827 |
| Direkt Bild zu diesem Denkmal hochladen | Wohnhaus                                    | Menckestraße 2 (Karte)            | um 1850 (Wohnhaus)          | Wohnhaus und ehemaliges Stallgebäude eines Bauernhofes in offener Bebauung (verputzter Fachwerkbau) sowie traufständiges Wohnhaus mit Zwerchhaus; zwischen 1865 und 1873 befand sich hier die erste Gohliser Apotheke | 09293434 |
| Direkt Bild zu diesem Denkmal hochladen | Wohnhaus                                    | Möckernsche Straße 38 (Karte)     | 1865/1870 (Mietshaus)       | Wohnhaus in offener Bebauung (Putzfassade) | 09293988 |
| Direkt Bild zu diesem Denkmal hochladen | Straßenpflaster                             | Natonekstraße (Karte)             | um 1886 (Straßenpflaster)   | historisches Straßenpflaster zwischen Cöthner und Magdeburger Straße | 09299618 |
|                                         | Wohnhaus                                    | Poetenweg 30 (Karte)              | 1925 (Wohnhaus)             | Wohnhaus in offener Bebauung (Putzfassade und originale Fensterläden) und Einfriedung sowie markanter Fabrikbau über Eck                                                                                              | 09293431 |
| Direkt Bild zu diesem Denkmal hochladen | Mietshaus                                   | Reginenstraße 9 (Karte)           | um 1880 (Mietshaus)         | Mietshaus in geschlossener Bebauung mit Hausdurchgang und Vorgarten (Putzfassade; Holzpaneele im Eingangsbereich; Wandgemälde im Erdgeschoss)                                                                         | 09293962 |